# Medaliści Zimowych Igrzysk Olimpijskich 2018

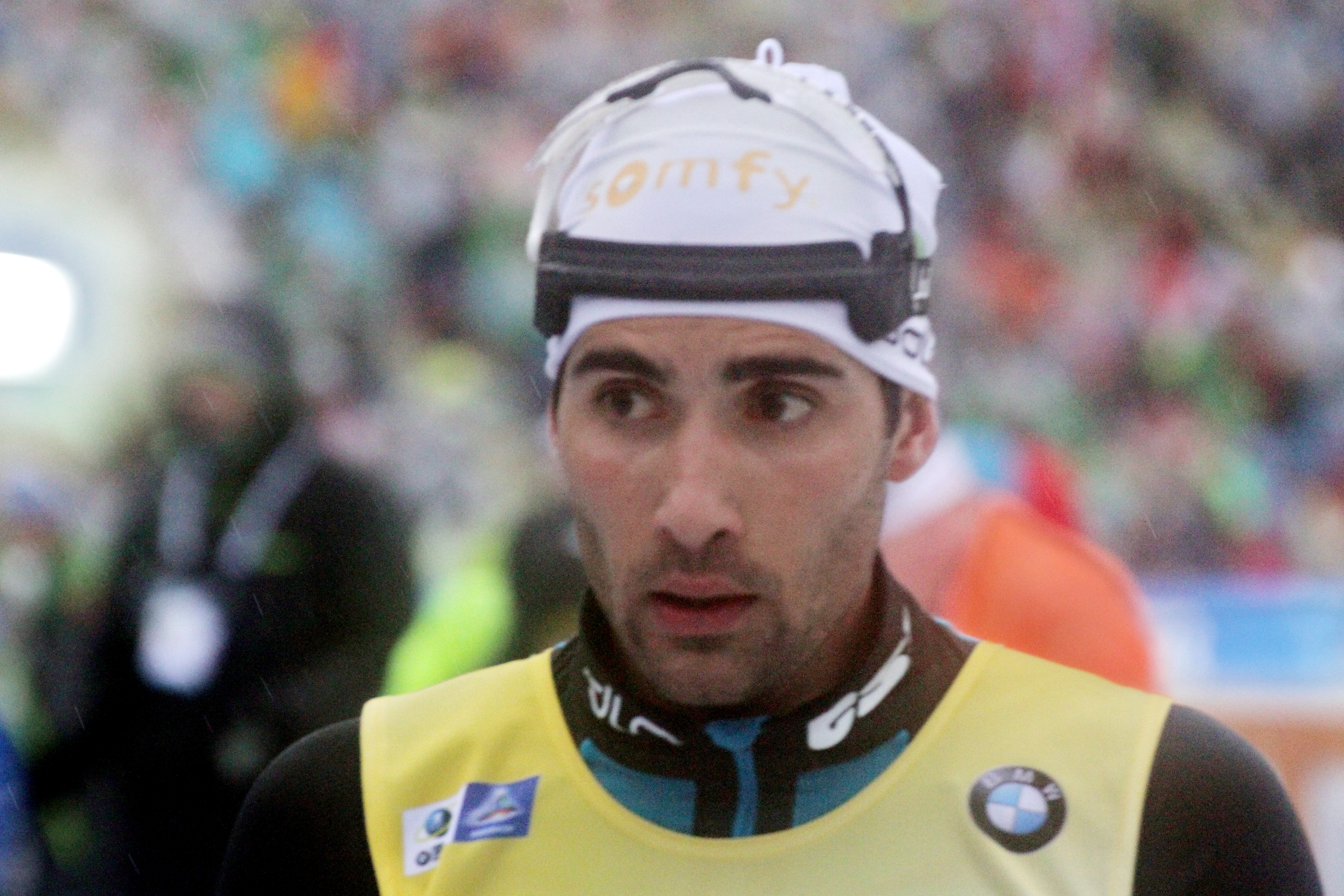
Martin Fourcade – trzykrotny mistrz olimpijski z Pjongczangu

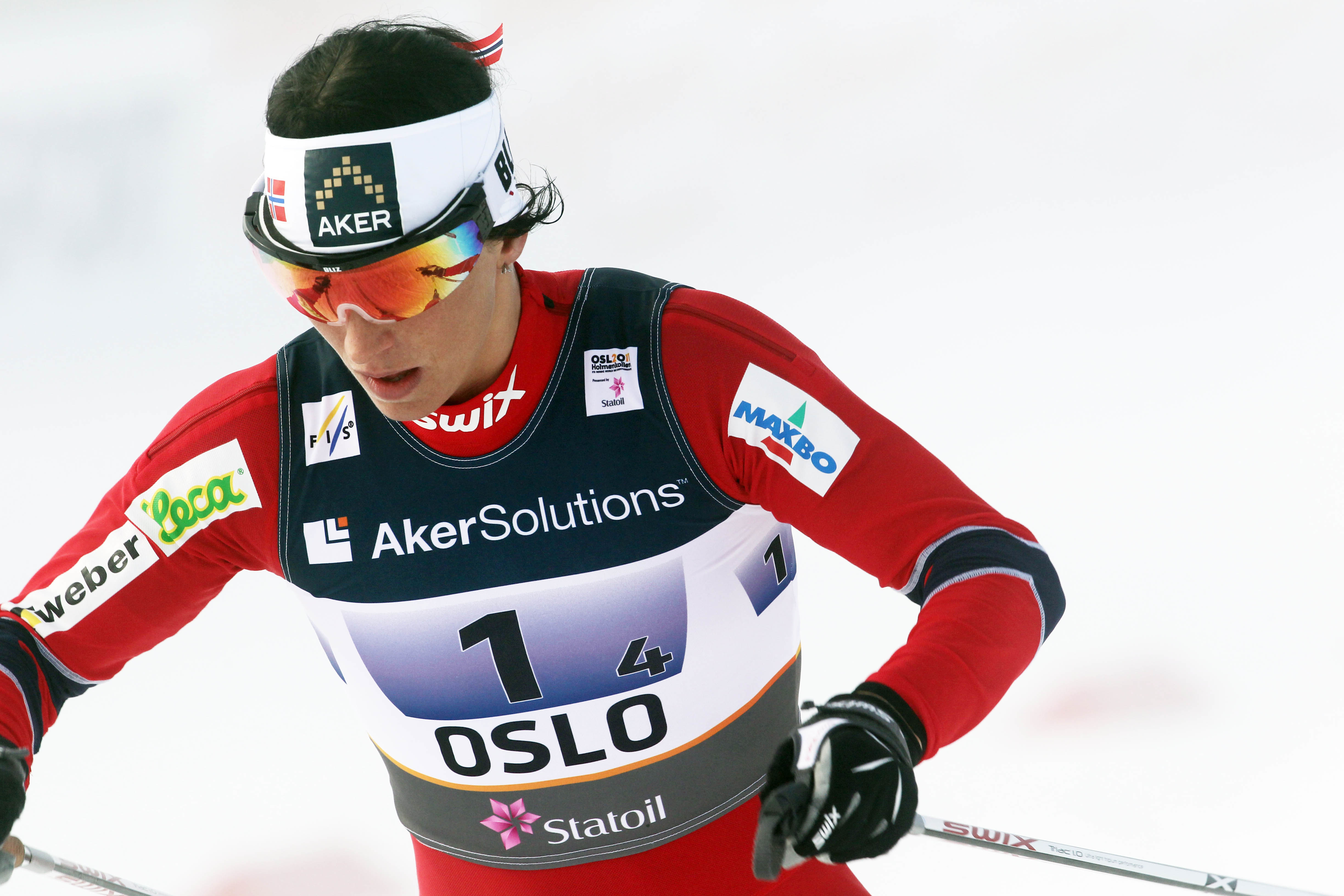
Marit Bjørgen – pięciokrotna medalistka olimpijska z Pjongczangu

Medaliści Zimowych Igrzysk Olimpijskich 2018 – zestawienie zawodników, zawodniczek i drużyn, które zdobyły przynajmniej jeden medal olimpijski podczas igrzysk w Pjongczangu w 2018 roku.
Medale przyznano w 102 konkurencjach rozegranych w 15 dyscyplinach sportowych. Najwięcej medali w Pjongczangu zdobyli reprezentanci Norwegia – 39 – 14 złotych, 14 srebrnych i 11 brązowych. Na drugim miejscu w klasyfikacji medalowej znaleźli się Niemcy z 31 medalami – 14 złotymi, 10 srebrnymi i 7 brązowymi. Oba kraje wyrównały rekord Kanadyjczyków z igrzysk w Vancouver pod względem liczby zdobytych złotych medali na jednych zimowych igrzyskach olimpijskich, jednocześnie Norwegia ustanowiła nowy rekord liczby zdobytych medali wszystkich kruszców.
Najbardziej utytułowanymi zawodnikami igrzysk zostali: francuski biathlonista Martin Fourcade i norweski biegacz narciarski Johannes Høsflot Klæbo, którzy zgromadzili po 3 złote medale. Najwięcej medali wszystkich kolorów – 5 – wywalczyła natomiast norweska biegaczka Marit Bjørgen.

## Medaliści według dyscyplin

### Biathlon
| Konkurencja                |          | Złoto                                                                        |          | Srebro                                                                           |          | Brąz                                                                     | Źr.    |
| -------------------------- | -------- | ---------------------------------------------------------------------------- | -------- | -------------------------------------------------------------------------------- | -------- | ------------------------------------------------------------------------ | ------ |
| Sprint mężczyzn            | Niemcy   | Arnd Peiffer                                                                 | Czechy   | Michal Krčmář                                                                    | Włochy   | Dominik Windisch                                                         | [ 3 ]  |
| Bieg pościgowy mężczyzn    | Francja  | Martin Fourcade                                                              | Szwecja  | Sebastian Samuelsson                                                             | Niemcy   | Benedikt Doll                                                            | [ 4 ]  |
| Bieg indywidualny mężczyzn | Norwegia | Johannes Thingnes Bø                                                         | Słowenia | Jakov Fak                                                                        | Austria  | Dominik Landertinger                                                     | [ 5 ]  |
| Bieg masowy mężczyzn       | Francja  | Martin Fourcade                                                              | Niemcy   | Simon Schempp                                                                    | Norwegia | Emil Hegle Svendsen                                                      | [ 6 ]  |
| Sztafeta mężczyzn          | Szwecja  | Szwecja Peppe Femling Jesper Nelin Sebastian Samuelsson Fredrik Lindström    | Norwegia | Norwegia Lars Helge Birkeland Tarjei Bø Johannes Thingnes Bø Emil Hegle Svendsen | Niemcy   | Niemcy Erik Lesser Benedikt Doll Arnd Peiffer Simon Schempp              | [ 7 ]  |
| Sprint kobiet              | Niemcy   | Laura Dahlmeier                                                              | Norwegia | Marte Olsbu                                                                      | Czechy   | Veronika Vítková                                                         | [ 8 ]  |
| Bieg pościgowy kobiet      | Niemcy   | Laura Dahlmeier                                                              | Słowacja | Anastasija Kuźmina                                                               | Francja  | Anaïs Bescond                                                            | [ 9 ]  |
| Bieg indywidualny kobiet   | Szwecja  | Hanna Öberg                                                                  | Słowacja | Anastasija Kuźmina                                                               | Niemcy   | Laura Dahlmeier                                                          | [ 10 ] |
| Bieg masowy kobiet         | Słowacja | Anastasija Kuźmina                                                           | Białoruś | Darja Domraczewa                                                                 | Norwegia | Tiril Eckhoff                                                            | [ 11 ] |
| Sztafeta kobiet            | Białoruś | Białoruś Nadieżda Skardino Iryna Kryuko Dzinara Alimbiekawa Darja Domraczewa | Szwecja  | Szwecja Linn Persson Mona Brorsson Anna Magnusson Hanna Öberg                    | Francja  | Francja Anaïs Chevalier Marie Dorin Habert Justine Braisaz Anaïs Bescond | [ 12 ] |
| Sztafeta mieszana          | Francja  | Francja Marie Dorin Habert Anaïs Bescond Simon Desthieux Martin Fourcade     | Norwegia | Norwegia Marte Olsbu Tiril Eckhoff Johannes Thingnes Bø Emil Hegle Svendsen      | Włochy   | Włochy Lisa Vittozzi Dorothea Wierer Lukas Hofer Dominik Windisch        | [ 13 ] |

### Biegi narciarskie
| Konkurencja                |                   | Złoto                                                                                      |           | Srebro                                                                                            |           | Brąz | Źr.    |
| -------------------------- | ----------------- | ------------------------------------------------------------------------------------------ | --------- | ------------------------------------------------------------------------------------------------- | --------- | --- | ------ |
| Sprint mężczyzn            | Norwegia          | Johannes Høsflot Klæbo                                                                     | Włochy    | Federico Pellegrino                                                                               |           | Aleksandr Bolszunow                                                                                      | [ 14 ] |
| Sprint drużynowy mężczyzn  | Norwegia          | Norwegia Martin Johnsrud Sundby Johannes Høsflot Klæbo                                     |           | Olimpijscy sportowcy z Rosji Dienis Spicow Aleksandr Bolszunow                                    | Francja   | Francja Maurice Manificat Richard Jouve                                                                  | [ 15 ] |
| Bieg indywidualny mężczyzn | Szwajcaria        | Dario Cologna                                                                              | Norwegia  | Simen Hegstad Krüger                                                                              |           | Dienis Spicow                                                                                            | [ 16 ] |
| Bieg łączony mężczyzn      | Norwegia          | Simen Hegstad Krüger                                                                       | Norwegia  | Martin Johnsrud Sundby                                                                            | Norwegia  | Hans Christer Holund                                                                                     | [ 17 ] |
| Sztafeta mężczyzn          | Norwegia          | Norwegia Didrik Tønseth Martin Johnsrud Sundby Simen Hegstad Krüger Johannes Høsflot Klæbo |           | Olimpijscy sportowcy z Rosji Andriej Łarkow Aleksandr Bolszunow Aleksiej Czerwotkin Dienis Spicow | Francja   | Francja Jean-Marc Gaillard Maurice Manificat Clément Parisse Adrien Backscheider                         | [ 18 ] |
| Bieg masowy mężczyzn       | Finlandia         | Iivo Niskanen                                                                              |           | Aleksandr Bolszunow                                                                               |           | Andriej Łarkow                                                                                           | [ 19 ] |
| Sprint kobiet              | Szwecja           | Stina Nilsson                                                                              | Norwegia  | Maiken Caspersen Falla                                                                            |           | Julija Biełorukowa                                                                                       | [ 20 ] |
| Sprint drużynowy kobiet    | Stany Zjednoczone | USA Kikkan Randall Jessica Diggins                                                         | Szwecja   | Szwecja Charlotte Kalla Stina Nilsson                                                             | Norwegia  | Norwegia Marit Bjørgen Maiken Caspersen Falla                                                            | [ 21 ] |
| Bieg indywidualny kobiet   | Norwegia          | Ragnhild Haga                                                                              | Szwecja   | Charlotte Kalla                                                                                   | Norwegia  | Marit Bjørgen                                                                                            | [ 22 ] |
| Bieg indywidualny kobiet   | Norwegia          | Ragnhild Haga                                                                              | Szwecja   | Charlotte Kalla                                                                                   | Finlandia | Krista Pärmäkoski                                                                                        | [ 22 ] |
| Bieg łączony kobiet        | Szwecja           | Charlotte Kalla                                                                            | Norwegia  | Marit Bjørgen                                                                                     | Finlandia | Krista Pärmäkoski                                                                                        | [ 23 ] |
| Sztafeta kobiet            | Norwegia          | Norwegia Ingvild Flugstad Østberg Astrid Jacobsen Ragnhild Haga Marit Bjørgen              | Szwecja   | Szwecja Anna Haag Charlotte Kalla Ebba Andersson Stina Nilsson                                    |           | Olimpijscy sportowcy z Rosji Natalja Niepriajewa Julija Biełorukowa Anastasija Siedowa Anna Nieczajewska | [ 24 ] |
| Bieg masowy kobiet         | Norwegia          | Marit Bjørgen                                                                              | Finlandia | Krista Pärmäkoski                                                                                 | Szwecja   | Stina Nilsson                                                                                            | [ 25 ] |

### Bobsleje
| Konkurencja      |        | Złoto                                                                   |                   | Srebro                                                                 |        | Brąz                                     | Źr.    |
| ---------------- | ------ | ----------------------------------------------------------------------- | ----------------- | ---------------------------------------------------------------------- | ------ | ---------------------------------------- | ------ |
| Dwójki mężczyzn  | Kanada | Kanada Justin Kripps Alexander Kopacz                                   | –                 | –                                                                      | Łotwa  | Łotwa Oskars Melbārdis Jānis Strenga     | [ 26 ] |
| Dwójki mężczyzn  | Niemcy | Niemcy Francesco Friedrich Thorsten Margis                              | –                 | –                                                                      | Łotwa  | Łotwa Oskars Melbārdis Jānis Strenga     | [ 26 ] |
| Czwórki mężczyzn | Niemcy | Niemcy Francesco Friedrich Candy Bauer Martin Grothkopp Thorsten Margis | Korea Południowa  | Korea Południowa Won Yun-jong Jun Jung-lin Seo Young-woo Kim Dong-hyun | –      | –                                        | [ 27 ] |
| Czwórki mężczyzn | Niemcy | Niemcy Francesco Friedrich Candy Bauer Martin Grothkopp Thorsten Margis | Niemcy            | Niemcy Nico Walther Kevin Kuske Alexander Rödiger Eric Franke          | –      | –                                        | [ 27 ] |
| Dwójki kobiet    | Niemcy | Niemcy Mariama Jamanka Lisa Buckwitz                                    | Stany Zjednoczone | USA Elana Meyers Lauren Gibbs                                          | Kanada | Kanada Kaillie Humphries Phylicia George | [ 28 ] |

### Curling
| Konkurencja            |                   | Złoto                                                                               |                  | Srebro                                                                             |            | Brąz                                                                               | Źr.    |
| ---------------------- | ----------------- | ----------------------------------------------------------------------------------- | ---------------- | ---------------------------------------------------------------------------------- | ---------- | ---------------------------------------------------------------------------------- | ------ |
| Turniej mężczyzn       | Stany Zjednoczone | USA John Shuster Tyler George Matthew Hamilton John Landsteiner Joe Polo            | Szwecja          | Szwecja Niklas Edin Oskar Eriksson Rasmus Wranå Christoffer Sundgren Henrik Leek   | Szwajcaria | Szwajcaria Benoît Schwarz Claudio Pätz Peter de Cruz Valentin Tanner Dominik Märki | [ 29 ] |
| Turniej kobiet         | Szwecja           | Szwecja Anna Hasselborg Sara McManus Agnes Knochenhauer Sofia Mabergs Jennie Wåhlin | Korea Południowa | Korea Południowa Kim Eun-jung Kim Kyeong-ae Kim Seon-yeong Kim Yeong-mi Kim Cho-hi | Japonia    | Japonia Satsuki Fujisawa Chinami Yoshida Yumi Suzuki Yurika Yoshida Mari Motohashi | [ 30 ] |
| Turniej par mieszanych | Kanada            | Kanada Kaitlyn Lawes John Morris                                                    | Szwajcaria       | Szwajcaria Jenny Perret Martin Rios                                                | Norwegia   | Norwegia Kristin Skaslien Magnus Nedregotten                                       | [ 31 ] |

### Hokej na lodzie
| Konkurencja      |                   | Złoto |        | Srebro |           | Brąz | Źr.                         |
| ---------------- | ----------------- | --- | ------ | --- | --------- | --- | --------------------------- |
| Turniej mężczyzn |                   | Olimpijscy sportowcy z Rosji Siergiej Andronow Aleksandr Barabanow Pawieł Daciuk Władisław Gawrikow Michaił Grigorienko Nikita Gusiew Jegor Jakowlew Ilja Kabłukow Siergiej Kalinin Kiriłł Kaprizow Bogdan Kisielewicz Wasilij Koszeczkin Ilja Kowalczuk Aleksiej Marczenko Siergiej Moziakin Nikita Niestierow Nikołaj Prochorkin Ilja Sorokin Igor Szestiorkin Wadim Szypaczow Siergiej Szyrokow Iwan Tielegin Wiaczesław Wojnow Artiom Zub Andriej Zubariew | Niemcy | Niemcy Sinan Akdag Danny aus den Birken Daryl Boyle Yasin Ehliz Christian Ehrhoff Dennis Endras Gerrit Fauser Marcel Goc Patrick Hager Frank Hördler Dominik Kahun Marcus Kink Björn Krupp Brooks Macek Frank Mauer Jonas Müller Moritz Müller Marcel Noebels Timo Pielmeier Leonhard Pföderl Matthias Plachta Patrick Reimer Felix Schütz Yannic Seidenberg David Wolf          | Kanada    | Kanada René Bourque Gilbert Brulé Andrew Ebbett Stefan Elliott Chay Genoway Cody Goloubef Marc-André Gragnani Quinton Howden Chris Kelly Rob Klinkhammer Brandon Kozun Maxim Lapierre Chris Lee Maxim Noreau Eric O’Dell Justin Peters Kevin Poulin Mason Raymond Mat Robinson Derek Roy Ben Scrivens Karl Stollery Christian Thomas Linden Vey Wojtek Wolski | [ 32 ] [ 33 ] [ 34 ] [ 35 ] |
| Turniej kobiet   | Stany Zjednoczone | USA Cayla Barnes Kacey Bellamy Hannah Brandt Kendall Coyne Dani Cameranesi Brianna Decker Meghan Duggan Kali Flanagan Nicole Hensley Megan Keller Amanda Kessel Hilary Knight Jocelyne Lamoureux-Davidson Monique Lamoureux-Morando Gigi Marvin Sidney Morin Kelly Pannek Amanda Pelkey Emily Pfalzer Alex Rigsby Maddie Rooney Haley Skarupa Lee Stecklein | Kanada | Kanada Meghan Agosta Bailey Bram Emily Clark Mélodie Daoust Ann-Renée Desbiens Renata Fast Laura Fortino Haley Irwin Brianne Jenner Rebecca Johnston Geneviève Lacasse Brigette Lacquette Jocelyne Larocque Meaghan Mikkelson Sarah Nurse Marie-Philip Poulin Lauriane Rougeau Jillian Saulnier Natalie Spooner Laura Stacey Shannon Szabados Blayre Turnbull Jennifer Wakefield | Finlandia | Finlandia Sanni Hakala Jenni Hiirikoski Venla Hovi Mira Jalosuo Michelle Karvinen Rosa Lindstedt Petra Nieminen Tanja Niskanen Emma Nuutinen Isa Rahunen Annina Rajahuhta Meeri Räisänen Noora Räty Saila Saari Ronja Savolainen Eveliina Suonpää Sara Säkkinen Susanna Tapani Noora Tulus Minnamari Tuominen Ella Viitasuo Riikka Välilä Linda Välimäki      | [ 36 ]                      |

### Kombinacja norweska
| Konkurencja             |        | Złoto                                                            |          | Srebro                                                              |         | Brąz                                                             | Źr.    |
| ----------------------- | ------ | ---------------------------------------------------------------- | -------- | ------------------------------------------------------------------- | ------- | ---------------------------------------------------------------- | ------ |
| Skocznia duża/10 km     | Niemcy | Johannes Rydzek                                                  | Niemcy   | Fabian Rießle                                                       | Niemcy  | Eric Frenzel                                                     | [ 37 ] |
| Skocznia normalna/10 km | Niemcy | Eric Frenzel                                                     | Japonia  | Akito Watabe                                                        | Austria | Lukas Klapfer                                                    | [ 38 ] |
| Konkurs drużynowy       | Niemcy | Niemcy Vinzenz Geiger Fabian Rießle Eric Frenzel Johannes Rydzek | Norwegia | Norwegia Jan Schmid Espen Andersen Jarl Magnus Riiber Jørgen Gråbak | Austria | Austria Wilhelm Denifl Lukas Klapfer Bernhard Gruber Mario Seidl | [ 39 ] |

### Łyżwiarstwo figurowe
| Konkurencja      |         | Złoto |         | Srebro |                   | Brąz | Źr.                                                            |
| ---------------- | ------- | --- | ------- | --- | ----------------- | --- | -------------------------------------------------------------- |
| Soliści          | Japonia | Yuzuru Hanyū                                                                                             | Japonia | Shōma Uno | Hiszpania         | Javier Fernández López | [ 40 ]                                                         |
| Solistki         |         | Alina Zagitowa                                                                                           |         | Jewgienija Miedwiediewa | Kanada            | Kaetlyn Osmond | [ 41 ]                                                         |
| Pary sportowe    | Niemcy  | Alona Sawczenko Bruno Massot                                                                             |         | Sui Wenjing Han Cong | Kanada            | Meagan Duhamel Eric Radford                                                                                               | [ 42 ]                                                         |
| Pary taneczne    | Kanada  | Tessa Virtue Scott Moir                                                                                  | Francja | Gabriella Papadakis Guillaume Cizeron | Stany Zjednoczone | Maia Shibutani Alex Shibutani                                                                                             | [ 43 ]                                                         |
| Zawody drużynowe | Kanada  | Kanada Patrick Chan Kaetlyn Osmond Gabrielle Daleman Meagan Duhamel Eric Radford Tessa Virtue Scott Moir |         | Olimpijscy sportowcy z Rosji Michaił Kolada Jewgienija Miedwiediewa Alina Zagitowa Jewgienija Tarasowa Władimir Morozow Natalja Zabijako Aleksandr Enbiert Jekatierina Bobrowa Dmitrij Sołowjow | Stany Zjednoczone | USA Nathan Chen Adam Rippon Bradie Tennell Mirai Nagasu Alexa Scimeca Knierim Chris Knierim Maia Shibutani Alex Shibutani | [ 44 ] [ 45 ] [ 46 ] [ 47 ] [ 48 ] [ 49 ] [ 50 ] [ 51 ] [ 52 ] |

### Łyżwiarstwo szybkie
| Konkurencja               |                  | Złoto                                                                             |                  | Srebro                                                                   |                   | Brąz                                                               | Źr.    |
| ------------------------- | ---------------- | --------------------------------------------------------------------------------- | ---------------- | ------------------------------------------------------------------------ | ----------------- | ------------------------------------------------------------------ | ------ |
| Bieg na 500 m mężczyzn    | Norwegia         | Håvard Holmefjord Lorentzen                                                       | Korea Południowa | Cha Min-kyu                                                              |                   | Gao Tingyu                                                         | [ 53 ] |
| Bieg na 1000 m mężczyzn   | Holandia         | Kjeld Nuis                                                                        | Norwegia         | Håvard Holmefjord Lorentzen                                              | Korea Południowa  | Kim Tae-yun                                                        | [ 54 ] |
| Bieg na 1500 m mężczyzn   | Holandia         | Kjeld Nuis                                                                        | Holandia         | Patrick Roest                                                            | Korea Południowa  | Kim Min-seok                                                       | [ 55 ] |
| Bieg na 5000 m mężczyzn   | Holandia         | Sven Kramer                                                                       | Kanada           | Ted-Jan Bloemen                                                          | Norwegia          | Sverre Lunde Pedersen                                              | [ 56 ] |
| Bieg na 10 000 m mężczyzn | Kanada           | Ted-Jan Bloemen                                                                   | Holandia         | Jorrit Bergsma                                                           | Włochy            | Nicola Tumolero                                                    | [ 57 ] |
| Bieg masowy mężczyzn      | Korea Południowa | Lee Seung-hoon                                                                    | Belgia           | Bart Swings                                                              | Holandia          | Koen Verweij                                                       | [ 58 ] |
| Bieg drużynowy mężczyzn   | Norwegia         | Norwegia Håvard Bøkko Simen Spieler Nilsen Sverre Lunde Pedersen Sindre Henriksen | Korea Południowa | Korea Południowa Lee Seung-hoon Chung Jae-won Kim Min-seok Joo Hyong-jun | Holandia          | Holandia Patrick Roest Sven Kramer Jan Blokhuijsen Koen Verweij    | [ 59 ] |
| Bieg na 500 m kobiet      | Japonia          | Nao Kodaira                                                                       | Korea Południowa | Lee Sang-hwa                                                             | Czechy            | Karolína Erbanová                                                  | [ 60 ] |
| Bieg na 1000 m kobiet     | Holandia         | Jorien ter Mors                                                                   | Japonia          | Nao Kodaira                                                              | Japonia           | Miho Takagi                                                        | [ 61 ] |
| Bieg na 1500 m kobiet     | Holandia         | Ireen Wüst                                                                        | Japonia          | Miho Takagi                                                              | Holandia          | Marrit Leenstra                                                    | [ 62 ] |
| Bieg na 3000 m kobiet     | Holandia         | Carlijn Achtereekte                                                               | Holandia         | Ireen Wüst                                                               | Holandia          | Antoinette de Jong                                                 | [ 63 ] |
| Bieg na 5000 m kobiet     | Holandia         | Esmee Visser                                                                      | Czechy           | Martina Sáblíková                                                        |                   | Natalja Woronina                                                   | [ 64 ] |
| Bieg masowy kobiet        | Japonia          | Nana Takagi                                                                       | Korea Południowa | Kim Bo-reum                                                              | Holandia          | Irene Schouten                                                     | [ 65 ] |
| Bieg drużynowy kobiet     | Japonia          | Japonia Miho Takagi Ayano Satō Nana Takagi Ayaka Kikuchi                          | Holandia         | Holandia Marrit Leenstra Ireen Wüst Antoinette de Jong Lotte van Beek    | Stany Zjednoczone | USA Heather Bergsma Brittany Bowe Mia Manganello Carlijn Schoutens | [ 66 ] |

### Narciarstwo alpejskie
| Konkurencja              |                   | Złoto                                                                    |                   | Srebro                                                                       |                   | Brąz                                                                                      | Źr.    |
| ------------------------ | ----------------- | ------------------------------------------------------------------------ | ----------------- | ---------------------------------------------------------------------------- | ----------------- | ----------------------------------------------------------------------------------------- | ------ |
| Zjazd mężczyzn           | Norwegia          | Aksel Lund Svindal                                                       | Norwegia          | Kjetil Jansrud                                                               | Szwajcaria        | Beat Feuz                                                                                 | [ 67 ] |
| Slalom mężczyzn          | Szwecja           | André Myhrer                                                             | Szwajcaria        | Ramon Zenhäusern                                                             | Austria           | Michael Matt                                                                              | [ 68 ] |
| Slalom gigant mężczyzn   | Austria           | Marcel Hirscher                                                          | Norwegia          | Henrik Kristoffersen                                                         | Francja           | Alexis Pinturault                                                                         | [ 69 ] |
| Supergigant mężczyzn     | Austria           | Matthias Mayer                                                           | Szwajcaria        | Beat Feuz                                                                    | Norwegia          | Kjetil Jansrud                                                                            | [ 70 ] |
| Superkombinacja mężczyzn | Austria           | Marcel Hirscher                                                          | Francja           | Alexis Pinturault                                                            | Francja           | Victor Muffat-Jeandet                                                                     | [ 71 ] |
| Zjazd kobiet             | Włochy            | Sofia Goggia                                                             | Norwegia          | Ragnhild Mowinckel                                                           | Stany Zjednoczone | Lindsey Vonn                                                                              | [ 72 ] |
| Slalom kobiet            | Szwecja           | Frida Hansdotter                                                         | Szwajcaria        | Wendy Holdener                                                               | Austria           | Katharina Gallhuber                                                                       | [ 73 ] |
| Slalom gigant kobiet     | Stany Zjednoczone | Mikaela Shiffrin                                                         | Norwegia          | Ragnhild Mowinckel                                                           | Włochy            | Federica Brignone                                                                         | [ 74 ] |
| Supergigant kobiet       | Czechy            | Ester Ledecká                                                            | Austria           | Anna Veith                                                                   | Liechtenstein     | Christina Weirather                                                                       | [ 75 ] |
| Superkombinacja kobiet   | Szwajcaria        | Michelle Gisin                                                           | Stany Zjednoczone | Mikaela Shiffrin                                                             | Szwajcaria        | Wendy Holdener                                                                            | [ 76 ] |
| Zawody drużynowe         | Szwajcaria        | Szwajcaria Denise Feierabend Wendy Holdener Daniel Yule Ramon Zenhäusern | Austria           | Austria Katharina Gallhuber Katharina Liensberger Michael Matt Marco Schwarz | Norwegia          | Norwegia Nina Løseth Kristin Lysdahl Sebastian Foss Solevåg Leif Kristian Nestvold-Haugen | [ 77 ] |

### Narciarstwo dowolne
| Konkurencja                 |                   | Złoto               |                   | Srebro                  |                   | Brąz                   | Źr.    |
| --------------------------- | ----------------- | ------------------- | ----------------- | ----------------------- | ----------------- | ---------------------- | ------ |
| Jazda po muldach mężczyzn   | Kanada            | Mikaël Kingsbury    | Australia         | Matt Graham             | Japonia           | Daichi Hara            | [ 78 ] |
| Skoki akrobatyczne mężczyzn | Ukraina           | Ołeksandr Abramenko |                   | Jia Zongyang            |                   | Ilja Burow             | [ 79 ] |
| Skicross mężczyzn           | Kanada            | Brady Leman         | Szwajcaria        | Marc Bischofberger      |                   | Siergiej Ridzik        | [ 80 ] |
| Slopestyle mężczyzn         | Norwegia          | Øystein Bråten      | Stany Zjednoczone | Nicholas Goepper        | Kanada            | Alex Beaulieu-Marchand | [ 81 ] |
| Halfpipe mężczyzn           | Stany Zjednoczone | David Wise          | Stany Zjednoczone | Alex Ferreira           | Nowa Zelandia     | Nico Porteous          | [ 82 ] |
| Jazda po muldach kobiet     | Francja           | Perrine Laffont     | Kanada            | Justine Dufour-Lapointe | Kazachstan        | Julija Gałyszewa       | [ 83 ] |
| Skoki akrobatyczne kobiet   | Białoruś          | Hanna Huśkowa       |                   | Zhang Xin               |                   | Kong Fanyu             | [ 84 ] |
| Skicross kobiet             | Kanada            | Kelsey Serwa        | Kanada            | Brittany Phelan         | Szwajcaria        | Fanny Smith            | [ 85 ] |
| Slopestyle kobiet           | Szwajcaria        | Sarah Höfflin       | Szwajcaria        | Mathilde Gremaud        | Wielka Brytania   | Isabel Atkin           | [ 86 ] |
| Halfpipe kobiet             | Kanada            | Cassie Sharpe       | Francja           | Marie Martinod          | Stany Zjednoczone | Brita Sigourney        | [ 87 ] |

### Saneczkarstwo
| Konkurencja      |         | Złoto                                                                |                   | Srebro                                                     |         | Brąz                                                              | Źr.    |
| ---------------- | ------- | -------------------------------------------------------------------- | ----------------- | ---------------------------------------------------------- | ------- | ----------------------------------------------------------------- | ------ |
| Jedynki mężczyzn | Austria | David Gleirscher                                                     | Stany Zjednoczone | Christopher Mazdzer                                        | Niemcy  | Johannes Ludwig                                                   | [ 88 ] |
| Dwójki mężczyzn  | Niemcy  | Niemcy Tobias Wendl Tobias Arlt                                      | Austria           | Austria Peter Penz Georg Fischler                          | Niemcy  | Niemcy Toni Eggert Sascha Benecken                                | [ 89 ] |
| Jedynki kobiet   | Niemcy  | Natalie Geisenberger                                                 | Niemcy            | Dajana Eitberger                                           | Kanada  | Alex Gough                                                        | [ 90 ] |
| Sztafeta         | Niemcy  | Niemcy Natalie Geisenberger Johannes Ludwig Tobias Wendl Tobias Arlt | Kanada            | Kanada Alex Gough Samuel Edney Tristan Walker Justin Snith | Austria | Austria Madeleine Egle David Gleirscher Peter Penz Georg Fischler | [ 91 ] |

### Short track
| Konkurencja             |                  | Złoto                                                                         |                   | Srebro                                                                |                  | Brąz                                                                         | Źr.    |
| ----------------------- | ---------------- | ----------------------------------------------------------------------------- | ----------------- | --------------------------------------------------------------------- | ---------------- | ---------------------------------------------------------------------------- | ------ |
| Bieg na 500 m mężczyzn  |                  | Wu Dajing                                                                     | Korea Południowa  | Hwang Dae-heon                                                        | Korea Południowa | Lim Hyo-jun                                                                  | [ 92 ] |
| Bieg na 1000 m mężczyzn | Kanada           | Samuel Girard                                                                 | Stany Zjednoczone | John-Henry Krueger                                                    | Korea Południowa | Seo Yi-ra                                                                    | [ 93 ] |
| Bieg na 1500 m mężczyzn | Korea Południowa | Lim Hyo-jun                                                                   | Holandia          | Sjinkie Knegt                                                         |                  | Siemion Jelistratow                                                          | [ 94 ] |
| Sztafeta mężczyzn       | Węgry            | Węgry Shaoang Liu Shaolin Sándor Liu Viktor Knoch Csaba Burján                |                   | ChRL Wu Dajing Han Tianyu Ren Ziwei Xu Hongzhi Chen Dequan            | Kanada           | Kanada Samuel Girard Charles Hamelin Charle Cournoyer Pascal Dion            | [ 95 ] |
| Bieg na 500 m kobiet    | Włochy           | Arianna Fontana                                                               | Holandia          | Yara van Kerkhof                                                      | Kanada           | Kim Boutin                                                                   | [ 96 ] |
| Bieg na 1000 m kobiet   | Holandia         | Suzanne Schulting                                                             | Kanada            | Kim Boutin                                                            | Włochy           | Arianna Fontana                                                              | [ 97 ] |
| Bieg na 1500 m kobiet   | Korea Południowa | Choi Min-jeong                                                                |                   | Li Jinju                                                              | Kanada           | Kim Boutin                                                                   | [ 98 ] |
| Sztafeta kobiet         | Korea Południowa | Korea Południowa Shim Suk-hee Choi Min-jeong Kim Ye-jin Kim A-lang Lee Yu-bin | Włochy            | Włochy Arianna Fontana Lucia Peretti Cecilia Maffei Martina Valcepina | Holandia         | Holandia Suzanne Schulting Yara van Kerkhof Lara van Ruijven Jorien ter Mors | [ 99 ] |

### Skeleton
| Konkurencja    |                  | Złoto             |        | Srebro             |                 | Brąz            | Źr.     |
| -------------- | ---------------- | ----------------- | ------ | ------------------ | --------------- | --------------- | ------- |
| Ślizg mężczyzn | Korea Południowa | Yun Sung-bin      |        | Nikita Triegubow   | Wielka Brytania | Dominic Parsons | [ 100 ] |
| Ślizg kobiet   | Wielka Brytania  | Elizabeth Yarnold | Niemcy | Jacqueline Lölling | Wielka Brytania | Laura Deas      | [ 101 ] |

### Skoki narciarskie
| Konkurencja                |          | Złoto                                                                              |          | Srebro                                                             |          | Brąz                                                    | Źr.     |
| -------------------------- | -------- | ---------------------------------------------------------------------------------- | -------- | ------------------------------------------------------------------ | -------- | ------------------------------------------------------- | ------- |
| Skocznia normalna mężczyzn | Niemcy   | Andreas Wellinger                                                                  | Norwegia | Johann André Forfang                                               | Norwegia | Robert Johansson                                        | [ 102 ] |
| Skocznia duża mężczyzn     | Polska   | Kamil Stoch                                                                        | Niemcy   | Andreas Wellinger                                                  | Norwegia | Robert Johansson                                        | [ 103 ] |
| Konkurs drużynowy mężczyzn | Norwegia | Norwegia Daniel-André Tande Andreas Stjernen Johann André Forfang Robert Johansson | Niemcy   | Niemcy Karl Geiger Stephan Leyhe Richard Freitag Andreas Wellinger | Polska   | Polska Maciej Kot Stefan Hula Dawid Kubacki Kamil Stoch | [ 104 ] |
| Skocznia normalna kobiet   | Norwegia | Maren Lundby                                                                       | Niemcy   | Katharina Althaus                                                  | Japonia  | Sara Takanashi                                          | [ 105 ] |

### Snowboarding
| Konkurencja                       |                   | Złoto             |                   | Srebro                          |                   | Brąz                       | Źr.     |
| --------------------------------- | ----------------- | ----------------- | ----------------- | ------------------------------- | ----------------- | -------------------------- | ------- |
| Halfpipe mężczyzn                 | Stany Zjednoczone | Shaun White       | Australia         | Scotty James                    | Japonia           | Ayumu Hirano               | [ 106 ] |
| Slalom gigant równoległy mężczyzn | Szwajcaria        | Nevin Galmarini   | Korea Południowa  | Lee Sang-ho                     | Słowenia          | Žan Košir                  | [ 107 ] |
| Snowboard cross mężczyzn          | Francja           | Pierre Vaultier   | Australia         | Jarryd Hughes                   | Hiszpania         | Regino Hernández           | [ 108 ] |
| Slopestyle mężczyzn               | Stany Zjednoczone | Redmond Gerard    | Kanada            | Maxence Parrot                  | Kanada            | Mark McMorris              | [ 109 ] |
| Big Air mężczyzn                  | Kanada            | Sebastien Toutant | Stany Zjednoczone | Kyle Mack                       | Wielka Brytania   | Billy Morgan               | [ 110 ] |
| Halfpipe kobiet                   | Stany Zjednoczone | Chloe Kim         |                   | Liu Jiayu                       | Stany Zjednoczone | Arielle Gold               | [ 111 ] |
| Slalom gigant równoległy kobiet   | Czechy            | Ester Ledecká     | Niemcy            | Selina Jörg                     | Niemcy            | Ramona Theresia Hofmeister | [ 112 ] |
| Snowboard cross kobiet            | Włochy            | Michela Moioli    | Francja           | Julia Pereira de Sousa-Mabileau | Czechy            | Eva Samková                | [ 113 ] |
| Slopestyle kobiet                 | Stany Zjednoczone | Jamie Anderson    | Kanada            | Laurie Blouin                   | Finlandia         | Enni Rukajärvi             | [ 114 ] |
| Big Air kobiet                    | Austria           | Anna Gasser       | Stany Zjednoczone | Jamie Anderson                  | Nowa Zelandia     | Zoi Sadowski-Synnott       | [ 115 ] |

## Klasyfikacje

### Klasyfikacja zawodników
Poniżej przedstawiono klasyfikację zawodników pod względem liczby zdobytych medali olimpijskich w Pjongczangu. Uwzględniono medale zdobyte we wszystkich konkurencjach.
| Miejsce | Zawodnik                      | Państwo                      | Dyscyplina            | Złoto | Srebro | Brąz | Razem |
| ------- | ----------------------------- | ---------------------------- | --------------------- | ----- | ------ | ---- | ----- |
| 1.      | Martin Fourcade               | Francja                      | biathlon              | 3     | –      | –    | 3     |
| 1.      | Johannes Høsflot Klæbo        | Norwegia                     | biegi narciarskie     | 3     | –      | –    | 3     |
| 3.      | Simen Hegstad Krüger          | Norwegia                     | biegi narciarskie     | 2     | 1      | –    | 3     |
| 3.      | Martin Johnsrud Sundby        | Norwegia                     | biegi narciarskie     | 2     | 1      | –    | 3     |
| 5.      | Eric Frenzel                  | Niemcy                       | kombinacja norweska   | 2     | –      | 1    | 3     |
| 6.      | Tobias Arlt                   | Niemcy                       | saneczkarstwo         | 2     | –      | –    | 2     |
| 6.      | Francesco Friedrich           | Niemcy                       | bobsleje              | 2     | –      | –    | 2     |
| 6.      | Marcel Hirscher               | Austria                      | narciarstwo alpejskie | 2     | –      | –    | 2     |
| 6.      | Thorsten Margis               | Niemcy                       | bobsleje              | 2     | –      | –    | 2     |
| 6.      | Scott Moir                    | Kanada                       | łyżwiarstwo figurowe  | 2     | –      | –    | 2     |
| 6.      | Kjeld Nuis                    | Holandia                     | łyżwiarstwo szybkie   | 2     | –      | –    | 2     |
| 6.      | Johannes Rydzek               | Niemcy                       | kombinacja norweska   | 2     | –      | –    | 2     |
| 6.      | Tobias Wendl                  | Niemcy                       | saneczkarstwo         | 2     | –      | –    | 2     |
| 14.     | Johannes Thingnes Bø          | Norwegia                     | biathlon              | 1     | 2      | –    | 3     |
| 14.     | Andreas Wellinger             | Niemcy                       | skoki narciarskie     | 1     | 2      | –    | 3     |
| 16.     | Ted-Jan Bloemen               | Kanada                       | łyżwiarstwo szybkie   | 1     | 1      | –    | 2     |
| 16.     | Johann André Forfang          | Norwegia                     | skoki narciarskie     | 1     | 1      | –    | 2     |
| 16.     | Håvard Holmefjord Lorentzen   | Norwegia                     | łyżwiarstwo szybkie   | 1     | 1      | –    | 2     |
| 16.     | Lee Seung-hoon                | Korea Południowa             | łyżwiarstwo szybkie   | 1     | 1      | –    | 2     |
| 16.     | Fabian Rießle                 | Niemcy                       | kombinacja norweska   | 1     | 1      | –    | 2     |
| 16.     | Sebastian Samuelsson          | Szwecja                      | biathlon              | 1     | 1      | –    | 2     |
| 16.     | Wu Dajing                     | ChRL                         | short track           | 1     | 1      | –    | 2     |
| 16.     | Ramon Zenhäusern              | Szwajcaria                   | narciarstwo alpejskie | 1     | 1      | –    | 2     |
| 24.     | Robert Johansson              | Norwegia                     | skoki narciarskie     | 1     | –      | 2    | 3     |
| 25.     | Samuel Girard                 | Kanada                       | short track           | 1     | –      | 1    | 2     |
| 25.     | David Gleirscher              | Austria                      | saneczkarstwo         | 1     | –      | 1    | 2     |
| 25.     | Sven Kramer                   | Holandia                     | łyżwiarstwo szybkie   | 1     | –      | 1    | 2     |
| 25.     | Lim Hyo-jun                   | Korea Południowa             | short track           | 1     | –      | 1    | 2     |
| 25.     | Johannes Ludwig               | Niemcy                       | saneczkarstwo         | 1     | –      | 1    | 2     |
| 25.     | Sverre Lunde Pedersen         | Norwegia                     | łyżwiarstwo szybkie   | 1     | –      | 1    | 2     |
| 25.     | Arnd Peiffer                  | Niemcy                       | biathlon              | 1     | –      | 1    | 2     |
| 25.     | Eric Radford                  | Kanada                       | łyżwiarstwo figurowe  | 1     | –      | 1    | 2     |
| 25.     | Kamil Stoch                   | Polska                       | skoki narciarskie     | 1     | –      | 1    | 2     |
| 34.     | Ołeksandr Abramenko           | Ukraina                      | narciarstwo dowolne   | 1     | –      | –    | 1     |
| 34.     | Siergiej Andronow             | Olimpijscy sportowcy z Rosji | hokej na lodzie       | 1     | –      | –    | 1     |
| 34.     | Aleksandr Barabanow           | Olimpijscy sportowcy z Rosji | hokej na lodzie       | 1     | –      | –    | 1     |
| 34.     | Candy Bauer                   | Niemcy                       | bobsleje              | 1     | –      | –    | 1     |
| 34.     | Håvard Bøkko                  | Norwegia                     | łyżwiarstwo szybkie   | 1     | –      | –    | 1     |
| 34.     | Øystein Bråten                | Norwegia                     | narciarstwo dowolne   | 1     | –      | –    | 1     |
| 34.     | Csaba Burján                  | Węgry                        | short track           | 1     | –      | –    | 1     |
| 34.     | Patrick Chan                  | Kanada                       | łyżwiarstwo figurowe  | 1     | –      | –    | 1     |
| 34.     | Dario Cologna                 | Szwajcaria                   | biegi narciarskie     | 1     | –      | –    | 1     |
| 34.     | Pawieł Daciuk                 | Olimpijscy sportowcy z Rosji | hokej na lodzie       | 1     | –      | –    | 1     |
| 34.     | Simon Desthieux               | Francja                      | biathlon              | 1     | –      | –    | 1     |
| 34.     | Peppe Femling                 | Szwecja                      | biathlon              | 1     | –      | –    | 1     |
| 34.     | Nevin Galmarini               | Szwajcaria                   | snowboarding          | 1     | –      | –    | 1     |
| 34.     | Władisław Gawrikow            | Olimpijscy sportowcy z Rosji | hokej na lodzie       | 1     | –      | –    | 1     |
| 34.     | Vinzenz Geiger                | Niemcy                       | kombinacja norweska   | 1     | –      | –    | 1     |
| 34.     | Tyler George                  | USA                          | curling               | 1     | –      | –    | 1     |
| 34.     | Redmond Gerard                | USA                          | snowboarding          | 1     | –      | –    | 1     |
| 34.     | Michaił Grigorienko           | Olimpijscy sportowcy z Rosji | hokej na lodzie       | 1     | –      | –    | 1     |
| 34.     | Martin Grothkopp              | Niemcy                       | bobsleje              | 1     | –      | –    | 1     |
| 34.     | Nikita Gusiew                 | Olimpijscy sportowcy z Rosji | hokej na lodzie       | 1     | –      | –    | 1     |
| 34.     | Matthew Hamilton              | USA                          | curling               | 1     | –      | –    | 1     |
| 34.     | Yuzuru Hanyū                  | Japonia                      | łyżwiarstwo figurowe  | 1     | –      | –    | 1     |
| 34.     | Sindre Henriksen              | Norwegia                     | łyżwiarstwo szybkie   | 1     | –      | –    | 1     |
| 34.     | Jegor Jakowlew                | Olimpijscy sportowcy z Rosji | hokej na lodzie       | 1     | –      | –    | 1     |
| 34.     | Ilja Kabłukow                 | Olimpijscy sportowcy z Rosji | hokej na lodzie       | 1     | –      | –    | 1     |
| 34.     | Siergiej Kalinin              | Olimpijscy sportowcy z Rosji | hokej na lodzie       | 1     | –      | –    | 1     |
| 34.     | Kiriłł Kaprizow               | Olimpijscy sportowcy z Rosji | hokej na lodzie       | 1     | –      | –    | 1     |
| 34.     | Mikaël Kingsbury              | Kanada                       | narciarstwo dowolne   | 1     | –      | –    | 1     |
| 34.     | Bogdan Kisielewicz            | Olimpijscy sportowcy z Rosji | hokej na lodzie       | 1     | –      | –    | 1     |
| 34.     | Viktor Knoch                  | Węgry                        | short track           | 1     | –      | –    | 1     |
| 34.     | Alexander Kopacz              | Kanada                       | bobsleje              | 1     | –      | –    | 1     |
| 34.     | Wasilij Koszeczkin            | Olimpijscy sportowcy z Rosji | hokej na lodzie       | 1     | –      | –    | 1     |
| 34.     | Ilja Kowalczuk                | Olimpijscy sportowcy z Rosji | hokej na lodzie       | 1     | –      | –    | 1     |
| 34.     | Justin Kripps                 | Kanada                       | bobsleje              | 1     | –      | –    | 1     |
| 34.     | John Landsteiner              | USA                          | curling               | 1     | –      | –    | 1     |
| 34.     | Brady Leman                   | Kanada                       | narciarstwo dowolne   | 1     | –      | –    | 1     |
| 34.     | Fredrik Lindström             | Szwecja                      | biathlon              | 1     | –      | –    | 1     |
| 34.     | Shaoang Liu                   | Węgry                        | short track           | 1     | –      | –    | 1     |
| 34.     | Shaolin Sándor Liu            | Węgry                        | short track           | 1     | –      | –    | 1     |
| 34.     | Aleksiej Marczenko            | Olimpijscy sportowcy z Rosji | hokej na lodzie       | 1     | –      | –    | 1     |
| 34.     | Bruno Massot                  | Niemcy                       | łyżwiarstwo figurowe  | 1     | –      | –    | 1     |
| 34.     | Matthias Mayer                | Austria                      | narciarstwo alpejskie | 1     | –      | –    | 1     |
| 34.     | John Morris                   | Kanada                       | curling               | 1     | –      | –    | 1     |
| 34.     | Siergiej Moziakin             | Olimpijscy sportowcy z Rosji | hokej na lodzie       | 1     | –      | –    | 1     |
| 34.     | André Myhrer                  | Szwecja                      | narciarstwo alpejskie | 1     | –      | –    | 1     |
| 34.     | Jesper Nelin                  | Szwecja                      | biathlon              | 1     | –      | –    | 1     |
| 34.     | Nikita Niestierow             | Olimpijscy sportowcy z Rosji | hokej na lodzie       | 1     | –      | –    | 1     |
| 34.     | Simen Spieler Nilsen          | Norwegia                     | łyżwiarstwo szybkie   | 1     | –      | –    | 1     |
| 34.     | Iivo Niskanen                 | Finlandia                    | biegi narciarskie     | 1     | –      | –    | 1     |
| 34.     | Joe Polo                      | USA                          | curling               | 1     | –      | –    | 1     |
| 34.     | Nikołaj Prochorkin            | Olimpijscy sportowcy z Rosji | hokej na lodzie       | 1     | –      | –    | 1     |
| 34.     | John Shuster                  | USA                          | curling               | 1     | –      | –    | 1     |
| 34.     | Ilja Sorokin                  | Olimpijscy sportowcy z Rosji | hokej na lodzie       | 1     | –      | –    | 1     |
| 34.     | Andreas Stjernen              | Norwegia                     | skoki narciarskie     | 1     | –      | –    | 1     |
| 34.     | Aksel Lund Svindal            | Norwegia                     | narciarstwo alpejskie | 1     | –      | –    | 1     |
| 34.     | Igor Szestiorkin              | Olimpijscy sportowcy z Rosji | hokej na lodzie       | 1     | –      | –    | 1     |
| 34.     | Wadim Szypaczow               | Olimpijscy sportowcy z Rosji | hokej na lodzie       | 1     | –      | –    | 1     |
| 34.     | Siergiej Szyrokow             | Olimpijscy sportowcy z Rosji | hokej na lodzie       | 1     | –      | –    | 1     |
| 34.     | Daniel-André Tande            | Norwegia                     | skoki narciarskie     | 1     | –      | –    | 1     |
| 34.     | Iwan Tielegin                 | Olimpijscy sportowcy z Rosji | hokej na lodzie       | 1     | –      | –    | 1     |
| 34.     | Didrik Tønseth                | Norwegia                     | biegi narciarskie     | 1     | –      | –    | 1     |
| 34.     | Sebastien Toutant             | Kanada                       | snowboarding          | 1     | –      | –    | 1     |
| 34.     | Pierre Vaultier               | Francja                      | snowboarding          | 1     | –      | –    | 1     |
| 34.     | Shaun White                   | USA                          | snowboarding          | 1     | –      | –    | 1     |
| 34.     | David Wise                    | USA                          | narciarstwo dowolne   | 1     | –      | –    | 1     |
| 34.     | Wiaczesław Wojnow             | Olimpijscy sportowcy z Rosji | hokej na lodzie       | 1     | –      | –    | 1     |
| 34.     | Daniel Yule                   | Szwajcaria                   | narciarstwo alpejskie | 1     | –      | –    | 1     |
| 34.     | Yun Sung-bin                  | Korea Południowa             | skeleton              | 1     | –      | –    | 1     |
| 34.     | Artiom Zub                    | Olimpijscy sportowcy z Rosji | hokej na lodzie       | 1     | –      | –    | 1     |
| 34.     | Andriej Zubariew              | Olimpijscy sportowcy z Rosji | hokej na lodzie       | 1     | –      | –    | 1     |
| 104.    | Aleksandr Bolszunow           | Olimpijscy sportowcy z Rosji | biegi narciarskie     | –     | 3      | 1    | 4     |
| 105.    | Dienis Spicow                 | Olimpijscy sportowcy z Rosji | biegi narciarskie     | –     | 2      | 1    | 3     |
| 105.    | Emil Hegle Svendsen           | Norwegia                     | biathlon              | –     | 2      | 1    | 3     |
| 107.    | Beat Feuz                     | Szwajcaria                   | narciarstwo alpejskie | –     | 1      | 1    | 2     |
| 107.    | Georg Fischler                | Austria                      | saneczkarstwo         | –     | 1      | 1    | 2     |
| 107.    | Kjetil Jansrud                | Norwegia                     | narciarstwo alpejskie | –     | 1      | 1    | 2     |
| 107.    | Kim Min-seok                  | Korea Południowa             | łyżwiarstwo szybkie   | –     | 1      | 1    | 2     |
| 107.    | Andriej Łarkow                | Olimpijscy sportowcy z Rosji | biegi narciarskie     | –     | 1      | 1    | 2     |
| 107.    | Michael Matt                  | Austria                      | narciarstwo alpejskie | –     | 1      | 1    | 2     |
| 107.    | Peter Penz                    | Austria                      | saneczkarstwo         | –     | 1      | 1    | 2     |
| 107.    | Alexis Pinturault             | Francja                      | narciarstwo alpejskie | –     | 1      | 1    | 2     |
| 107.    | Patrick Roest                 | Holandia                     | łyżwiarstwo szybkie   | –     | 1      | 1    | 2     |
| 107.    | Simon Schempp                 | Niemcy                       | biathlon              | –     | 1      | 1    | 2     |
| 117.    | Sinan Akdag                   | Niemcy                       | hokej na lodzie       | –     | 1      | –    | 1     |
| 117.    | Espen Andersen                | Norwegia                     | kombinacja norweska   | –     | 1      | –    | 1     |
| 117.    | Jorrit Bergsma                | Holandia                     | łyżwiarstwo szybkie   | –     | 1      | –    | 1     |
| 117.    | Lars Helge Birkeland          | Norwegia                     | biathlon              | –     | 1      | –    | 1     |
| 117.    | Danny aus den Birken          | Niemcy                       | hokej na lodzie       | –     | 1      | –    | 1     |
| 117.    | Marc Bischofberger            | Szwajcaria                   | narciarstwo dowolne   | –     | 1      | –    | 1     |
| 117.    | Tarjei Bø                     | Norwegia                     | biathlon              | –     | 1      | –    | 1     |
| 117.    | Daryl Boyle                   | Niemcy                       | hokej na lodzie       | –     | 1      | –    | 1     |
| 117.    | Cha Min-kyu                   | Korea Południowa             | łyżwiarstwo szybkie   | –     | 1      | –    | 1     |
| 117.    | Chen Dequan                   | ChRL                         | short track           | –     | 1      | –    | 1     |
| 117.    | Chung Jae-won                 | Korea Południowa             | łyżwiarstwo szybkie   | –     | 1      | –    | 1     |
| 117.    | Guillaume Cizeron             | Francja                      | łyżwiarstwo figurowe  | –     | 1      | –    | 1     |
| 117.    | Aleksiej Czerwotkin           | Olimpijscy sportowcy z Rosji | biegi narciarskie     | –     | 1      | –    | 1     |
| 117.    | Niklas Edin                   | Szwecja                      | curling               | –     | 1      | –    | 1     |
| 117.    | Samuel Edney                  | Kanada                       | saneczkarstwo         | –     | 1      | –    | 1     |
| 117.    | Yasin Ehliz                   | Niemcy                       | hokej na lodzie       | –     | 1      | –    | 1     |
| 117.    | Christian Ehrhoff             | Niemcy                       | hokej na lodzie       | –     | 1      | –    | 1     |
| 117.    | Aleksandr Enbiert             | Olimpijscy sportowcy z Rosji | łyżwiarstwo figurowe  | –     | 1      | –    | 1     |
| 117.    | Dennis Endras                 | Niemcy                       | hokej na lodzie       | –     | 1      | –    | 1     |
| 117.    | Oskar Eriksson                | Szwecja                      | curling               | –     | 1      | –    | 1     |
| 117.    | Jakov Fak                     | Słowenia                     | biathlon              | –     | 1      | –    | 1     |
| 117.    | Gerrit Fauser                 | Niemcy                       | hokej na lodzie       | –     | 1      | –    | 1     |
| 117.    | Alex Ferreira                 | USA                          | narciarstwo dowolne   | –     | 1      | –    | 1     |
| 117.    | Eric Franke                   | Niemcy                       | bobsleje              | –     | 1      | –    | 1     |
| 117.    | Richard Freitag               | Niemcy                       | skoki narciarskie     | –     | 1      | –    | 1     |
| 117.    | Karl Geiger                   | Niemcy                       | skoki narciarskie     | –     | 1      | –    | 1     |
| 117.    | Marcel Goc                    | Niemcy                       | hokej na lodzie       | –     | 1      | –    | 1     |
| 117.    | Nicholas Goepper              | USA                          | narciarstwo dowolne   | –     | 1      | –    | 1     |
| 117.    | Jørgen Gråbak                 | Norwegia                     | kombinacja norweska   | –     | 1      | –    | 1     |
| 117.    | Matt Graham                   | Australia                    | narciarstwo dowolne   | –     | 1      | –    | 1     |
| 117.    | Patrick Hager                 | Niemcy                       | hokej na lodzie       | –     | 1      | –    | 1     |
| 117.    | Han Cong                      | ChRL                         | łyżwiarstwo figurowe  | –     | 1      | –    | 1     |
| 117.    | Han Tianyu                    | ChRL                         | short track           | –     | 1      | –    | 1     |
| 117.    | Frank Hördler                 | Niemcy                       | hokej na lodzie       | –     | 1      | –    | 1     |
| 117.    | Jarryd Hughes                 | Australia                    | snowboarding          | –     | 1      | –    | 1     |
| 117.    | Hwang Dae-heon                | Korea Południowa             | short track           | –     | 1      | –    | 1     |
| 117.    | Scotty James                  | Australia                    | snowboarding          | –     | 1      | –    | 1     |
| 117.    | Jia Zongyang                  | ChRL                         | narciarstwo dowolne   | –     | 1      | –    | 1     |
| 117.    | Joo Hyong-jun                 | Korea Południowa             | łyżwiarstwo szybkie   | –     | 1      | –    | 1     |
| 117.    | Jun Jung-lin                  | Korea Południowa             | bobsleje              | –     | 1      | –    | 1     |
| 117.    | Dominik Kahun                 | Niemcy                       | hokej na lodzie       | –     | 1      | –    | 1     |
| 117.    | Kim Dong-hyun                 | Korea Południowa             | bobsleje              | –     | 1      | –    | 1     |
| 117.    | Marcus Kink                   | Niemcy                       | hokej na lodzie       | –     | 1      | –    | 1     |
| 117.    | Sjinkie Knegt                 | Holandia                     | short track           | –     | 1      | –    | 1     |
| 117.    | Michaił Kolada                | Olimpijscy sportowcy z Rosji | łyżwiarstwo figurowe  | –     | 1      | –    | 1     |
| 117.    | Michal Krčmář                 | Czechy                       | biathlon              | –     | 1      | –    | 1     |
| 117.    | Henrik Kristoffersen          | Norwegia                     | narciarstwo alpejskie | –     | 1      | –    | 1     |
| 117.    | John-Henry Krueger            | USA                          | short track           | –     | 1      | –    | 1     |
| 117.    | Björn Krupp                   | Niemcy                       | hokej na lodzie       | –     | 1      | –    | 1     |
| 117.    | Kevin Kuske                   | Niemcy                       | bobsleje              | –     | 1      | –    | 1     |
| 117.    | Lee Sang-ho                   | Korea Południowa             | snowboarding          | –     | 1      | –    | 1     |
| 117.    | Henrik Leek                   | Szwecja                      | curling               | –     | 1      | –    | 1     |
| 117.    | Stephan Leyhe                 | Niemcy                       | skoki narciarskie     | –     | 1      | –    | 1     |
| 117.    | Brooks Macek                  | Niemcy                       | hokej na lodzie       | –     | 1      | –    | 1     |
| 117.    | Kyle Mack                     | USA                          | snowboarding          | –     | 1      | –    | 1     |
| 117.    | Frank Mauer                   | Niemcy                       | hokej na lodzie       | –     | 1      | –    | 1     |
| 117.    | Christopher Mazdzer           | USA                          | saneczkarstwo         | –     | 1      | –    | 1     |
| 117.    | Władimir Morozow              | Olimpijscy sportowcy z Rosji | łyżwiarstwo figurowe  | –     | 1      | –    | 1     |
| 117.    | Jonas Müller                  | Niemcy                       | hokej na lodzie       | –     | 1      | –    | 1     |
| 117.    | Moritz Müller                 | Niemcy                       | hokej na lodzie       | –     | 1      | –    | 1     |
| 117.    | Marcel Noebels                | Niemcy                       | hokej na lodzie       | –     | 1      | –    | 1     |
| 117.    | Maxence Parrot                | Kanada                       | snowboarding          | –     | 1      | –    | 1     |
| 117.    | Federico Pellegrino           | Włochy                       | biegi narciarskie     | –     | 1      | –    | 1     |
| 117.    | Leonhard Pföderl              | Niemcy                       | hokej na lodzie       | –     | 1      | –    | 1     |
| 117.    | Timo Pielmeier                | Niemcy                       | hokej na lodzie       | –     | 1      | –    | 1     |
| 117.    | Matthias Plachta              | Niemcy                       | hokej na lodzie       | –     | 1      | –    | 1     |
| 117.    | Patrick Reimer                | Niemcy                       | hokej na lodzie       | –     | 1      | –    | 1     |
| 117.    | Ren Ziwei                     | ChRL                         | short track           | –     | 1      | –    | 1     |
| 117.    | Jarl Magnus Riiber            | Norwegia                     | kombinacja norweska   | –     | 1      | –    | 1     |
| 117.    | Martin Rios                   | Szwajcaria                   | curling               | –     | 1      | –    | 1     |
| 117.    | Alexander Rödiger             | Niemcy                       | bobsleje              | –     | 1      | –    | 1     |
| 117.    | Jan Schmid                    | Norwegia                     | kombinacja norweska   | –     | 1      | –    | 1     |
| 117.    | Felix Schütz                  | Niemcy                       | hokej na lodzie       | –     | 1      | –    | 1     |
| 117.    | Marco Schwarz                 | Austria                      | narciarstwo alpejskie | –     | 1      | –    | 1     |
| 117.    | Yannic Seidenberg             | Niemcy                       | hokej na lodzie       | –     | 1      | –    | 1     |
| 117.    | Seo Young-woo                 | Korea Południowa             | bobsleje              | –     | 1      | –    | 1     |
| 117.    | Justin Snith                  | Kanada                       | saneczkarstwo         | –     | 1      | –    | 1     |
| 117.    | Dmitrij Sołowjow              | Olimpijscy sportowcy z Rosji | łyżwiarstwo figurowe  | –     | 1      | –    | 1     |
| 117.    | Christoffer Sundgren          | Szwecja                      | curling               | –     | 1      | –    | 1     |
| 117.    | Bart Swings                   | Belgia                       | łyżwiarstwo szybkie   | –     | 1      | –    | 1     |
| 117.    | Nikita Triegubow              | Olimpijscy sportowcy z Rosji | skeleton              | –     | 1      | –    | 1     |
| 117.    | Shōma Uno                     | Japonia                      | łyżwiarstwo figurowe  | –     | 1      | –    | 1     |
| 117.    | Tristan Walker                | Kanada                       | saneczkarstwo         | –     | 1      | –    | 1     |
| 117.    | Nico Walther                  | Niemcy                       | bobsleje              | –     | 1      | –    | 1     |
| 117.    | Akito Watabe                  | Japonia                      | kombinacja norweska   | –     | 1      | –    | 1     |
| 117.    | David Wolf                    | Niemcy                       | hokej na lodzie       | –     | 1      | –    | 1     |
| 117.    | Won Yun-jong                  | Korea Południowa             | bobsleje              | –     | 1      | –    | 1     |
| 117.    | Rasmus Wranå                  | Szwecja                      | curling               | –     | 1      | –    | 1     |
| 117.    | Xu Hongzhi                    | ChRL                         | short track           | –     | 1      | –    | 1     |
| 206.    | Benedikt Doll                 | Niemcy                       | biathlon              | –     | –      | 2    | 2     |
| 206.    | Lukas Klapfer                 | Austria                      | kombinacja norweska   | –     | –      | 2    | 2     |
| 206.    | Maurice Manificat             | Francja                      | biegi narciarskie     | –     | –      | 2    | 2     |
| 206.    | Koen Verweij                  | Holandia                     | łyżwiarstwo szybkie   | –     | –      | 2    | 2     |
| 206.    | Dominik Windisch              | Włochy                       | biathlon              | –     | –      | 2    | 2     |
| 211.    | Adrien Backscheider           | Francja                      | biegi narciarskie     | –     | –      | 1    | 1     |
| 211.    | Alex Beaulieu-Marchand        | Kanada                       | narciarstwo dowolne   | –     | –      | 1    | 1     |
| 211.    | Sascha Benecken               | Niemcy                       | saneczkarstwo         | –     | –      | 1    | 1     |
| 211.    | Jan Blokhuijsen               | Holandia                     | łyżwiarstwo szybkie   | –     | –      | 1    | 1     |
| 211.    | René Bourque                  | Kanada                       | hokej na lodzie       | –     | –      | 1    | 1     |
| 211.    | Gilbert Brulé                 | Kanada                       | hokej na lodzie       | –     | –      | 1    | 1     |
| 211.    | Ilja Burow                    | Olimpijscy sportowcy z Rosji | narciarstwo dowolne   | –     | –      | 1    | 1     |
| 211.    | Nathan Chen                   | USA                          | łyżwiarstwo figurowe  | –     | –      | 1    | 1     |
| 211.    | Charle Cournoyer              | Kanada                       | short track           | –     | –      | 1    | 1     |
| 211.    | Peter de Cruz                 | Szwajcaria                   | curling               | –     | –      | 1    | 1     |
| 211.    | Wilhelm Denifl                | Austria                      | kombinacja norweska   | –     | –      | 1    | 1     |
| 211.    | Pascal Dion                   | Kanada                       | short track           | –     | –      | 1    | 1     |
| 211.    | Andrew Ebbett                 | Kanada                       | hokej na lodzie       | –     | –      | 1    | 1     |
| 211.    | Toni Eggert                   | Niemcy                       | saneczkarstwo         | –     | –      | 1    | 1     |
| 211.    | Stefan Elliott                | Kanada                       | hokej na lodzie       | –     | –      | 1    | 1     |
| 211.    | Jean-Marc Gaillard            | Francja                      | biegi narciarskie     | –     | –      | 1    | 1     |
| 211.    | Gao Tingyu                    | ChRL                         | łyżwiarstwo szybkie   | –     | –      | 1    | 1     |
| 211.    | Chay Genoway                  | Kanada                       | hokej na lodzie       | –     | –      | 1    | 1     |
| 211.    | Cody Goloubef                 | Kanada                       | hokej na lodzie       | –     | –      | 1    | 1     |
| 211.    | Marc-André Gragnani           | Kanada                       | hokej na lodzie       | –     | –      | 1    | 1     |
| 211.    | Bernhard Gruber               | Austria                      | kombinacja norweska   | –     | –      | 1    | 1     |
| 211.    | Charles Hamelin               | Kanada                       | short track           | –     | –      | 1    | 1     |
| 211.    | Daichi Hara                   | Japonia                      | narciarstwo dowolne   | –     | –      | 1    | 1     |
| 211.    | Regino Hernández              | Hiszpania                    | snowboarding          | –     | –      | 1    | 1     |
| 211.    | Ayumu Hirano                  | Japonia                      | snowboarding          | –     | –      | 1    | 1     |
| 211.    | Lukas Hofer                   | Włochy                       | biathlon              | –     | –      | 1    | 1     |
| 211.    | Hans Christer Holund          | Norwegia                     | biegi narciarskie     | –     | –      | 1    | 1     |
| 211.    | Quinton Howden                | Kanada                       | hokej na lodzie       | –     | –      | 1    | 1     |
| 211.    | Stefan Hula                   | Polska                       | skoki narciarskie     | –     | –      | 1    | 1     |
| 211.    | Siemion Jelistratow           | Olimpijscy sportowcy z Rosji | short track           | –     | –      | 1    | 1     |
| 211.    | Richard Jouve                 | Francja                      | biegi narciarskie     | –     | –      | 1    | 1     |
| 211.    | Chris Kelly                   | Kanada                       | hokej na lodzie       | –     | –      | 1    | 1     |
| 211.    | Kim Tae-yun                   | Korea Południowa             | łyżwiarstwo szybkie   | –     | –      | 1    | 1     |
| 211.    | Rob Klinkhammer               | Kanada                       | hokej na lodzie       | –     | –      | 1    | 1     |
| 211.    | Chris Knierim                 | USA                          | łyżwiarstwo figurowe  | –     | –      | 1    | 1     |
| 211.    | Žan Košir                     | Słowenia                     | snowboarding          | –     | –      | 1    | 1     |
| 211.    | Maciej Kot                    | Polska                       | skoki narciarskie     | –     | –      | 1    | 1     |
| 211.    | Brandon Kozun                 | Kanada                       | hokej na lodzie       | –     | –      | 1    | 1     |
| 211.    | Dawid Kubacki                 | Polska                       | skoki narciarskie     | –     | –      | 1    | 1     |
| 211.    | Dominik Landertinger          | Austria                      | biathlon              | –     | –      | 1    | 1     |
| 211.    | Maxim Lapierre                | Kanada                       | hokej na lodzie       | –     | –      | 1    | 1     |
| 211.    | Chris Lee                     | Kanada                       | hokej na lodzie       | –     | –      | 1    | 1     |
| 211.    | Erik Lesser                   | Niemcy                       | biathlon              | –     | –      | 1    | 1     |
| 211.    | Javier Fernández López        | Hiszpania                    | łyżwiarstwo figurowe  | –     | –      | 1    | 1     |
| 211.    | Dominik Märki                 | Szwajcaria                   | curling               | –     | –      | 1    | 1     |
| 211.    | Mark McMorris                 | Kanada                       | snowboarding          | –     | –      | 1    | 1     |
| 211.    | Oskars Melbārdis              | Łotwa                        | bobsleje              | –     | –      | 1    | 1     |
| 211.    | Billy Morgan                  | Wielka Brytania              | snowboarding          | –     | –      | 1    | 1     |
| 211.    | Victor Muffat-Jeandet         | Francja                      | narciarstwo alpejskie | –     | –      | 1    | 1     |
| 211.    | Magnus Nedregotten            | Norwegia                     | curling               | –     | –      | 1    | 1     |
| 211.    | Leif Kristian Nestvold-Haugen | Norwegia                     | narciarstwo alpejskie | –     | –      | 1    | 1     |
| 211.    | Maxim Noreau                  | Kanada                       | hokej na lodzie       | –     | –      | 1    | 1     |
| 211.    | Eric O’Dell                   | Kanada                       | hokej na lodzie       | –     | –      | 1    | 1     |
| 211.    | Clément Parisse               | Francja                      | biegi narciarskie     | –     | –      | 1    | 1     |
| 211.    | Dominic Parsons               | Wielka Brytania              | skeleton              | –     | –      | 1    | 1     |
| 211.    | Claudio Pätz                  | Szwajcaria                   | curling               | –     | –      | 1    | 1     |
| 211.    | Justin Peters                 | Kanada                       | hokej na lodzie       | –     | –      | 1    | 1     |
| 211.    | Nico Porteous                 | Nowa Zelandia                | narciarstwo dowolne   | –     | –      | 1    | 1     |
| 211.    | Kevin Poulin                  | Kanada                       | hokej na lodzie       | –     | –      | 1    | 1     |
| 211.    | Mason Raymond                 | Kanada                       | hokej na lodzie       | –     | –      | 1    | 1     |
| 211.    | Siergiej Ridzik               | Olimpijscy sportowcy z Rosji | narciarstwo dowolne   | –     | –      | 1    | 1     |
| 211.    | Adam Rippon                   | USA                          | łyżwiarstwo figurowe  | –     | –      | 1    | 1     |
| 211.    | Mat Robinson                  | Kanada                       | hokej na lodzie       | –     | –      | 1    | 1     |
| 211.    | Derek Roy                     | Kanada                       | hokej na lodzie       | –     | –      | 1    | 1     |
| 211.    | Benoît Schwarz                | Szwajcaria                   | curling               | –     | –      | 1    | 1     |
| 211.    | Ben Scrivens                  | Kanada                       | hokej na lodzie       | –     | –      | 1    | 1     |
| 211.    | Mario Seidl                   | Austria                      | kombinacja norweska   | –     | –      | 1    | 1     |
| 211.    | Seo Yi-ra                     | Korea Południowa             | short track           | –     | –      | 1    | 1     |
| 211.    | Alex Shibutani                | USA                          | łyżwiarstwo figurowe  | –     | –      | 1    | 1     |
| 211.    | Maia Shibutani                | USA                          | łyżwiarstwo figurowe  | –     | –      | 1    | 1     |
| 211.    | Alex Shibutani                | USA                          | łyżwiarstwo figurowe  | –     | –      | 1    | 1     |
| 211.    | Sebastian Foss Solevåg        | Norwegia                     | narciarstwo alpejskie | –     | –      | 1    | 1     |
| 211.    | Karl Stollery                 | Kanada                       | hokej na lodzie       | –     | –      | 1    | 1     |
| 211.    | Jānis Strenga                 | Łotwa                        | bobsleje              | –     | –      | 1    | 1     |
| 211.    | Valentin Tanner               | Szwajcaria                   | curling               | –     | –      | 1    | 1     |
| 211.    | Christian Thomas              | Kanada                       | hokej na lodzie       | –     | –      | 1    | 1     |
| 211.    | Nicola Tumolero               | Włochy                       | łyżwiarstwo szybkie   | –     | –      | 1    | 1     |
| 211.    | Linden Vey                    | Kanada                       | hokej na lodzie       | –     | –      | 1    | 1     |
| 211.    | Wojtek Wolski                 | Kanada                       | hokej na lodzie       | –     | –      | 1    | 1     |

### Klasyfikacja zawodniczek
Poniżej przedstawiono klasyfikację zawodniczek pod względem liczby zdobytych medali olimpijskich w Pjongczangu. Uwzględniono medale zdobyte we wszystkich konkurencjach.
| Miejsce | Zawodniczka                     | Państwo                      | Dyscyplina                         | Złoto | Srebro | Brąz | Razem |
| ------- | ------------------------------- | ---------------------------- | ---------------------------------- | ----- | ------ | ---- | ----- |
| 1.      | Marit Bjørgen                   | Norwegia                     | biegi narciarskie                  | 2     | 1      | 2    | 5     |
| 2.      | Laura Dahlmeier                 | Niemcy                       | biathlon                           | 2     | –      | 1    | 3     |
| 3.      | Choi Min-jeong                  | Korea Południowa             | short track                        | 2     | –      | –    | 2     |
| 3.      | Natalie Geisenberger            | Niemcy                       | saneczkarstwo                      | 2     | –      | –    | 2     |
| 3.      | Ragnhild Haga                   | Norwegia                     | biegi narciarskie                  | 2     | –      | –    | 2     |
| 3.      | Ester Ledecká                   | Czechy                       | narciarstwo alpejskie snowboarding | 2     | –      | –    | 2     |
| 3.      | Nana Takagi                     | Japonia                      | łyżwiarstwo szybkie                | 2     | –      | –    | 2     |
| 3.      | Tessa Virtue                    | Kanada                       | łyżwiarstwo figurowe               | 2     | –      | –    | 2     |
| 9.      | Charlotte Kalla                 | Szwecja                      | biegi narciarskie                  | 1     | 3      | –    | 4     |
| 10.     | Stina Nilsson                   | Szwecja                      | biegi narciarskie                  | 1     | 2      | 1    | 4     |
| 11.     | Anastasija Kuźmina              | Słowacja                     | biathlon                           | 1     | 2      | –    | 3     |
| 11.     | Ireen Wüst                      | Holandia                     | łyżwiarstwo szybkie                | 1     | 2      | –    | 3     |
| 13.     | Arianna Fontana                 | Włochy                       | short track                        | 1     | 1      | 1    | 3     |
| 13.     | Wendy Holdener                  | Szwajcaria                   | narciarstwo alpejskie              | 1     | 1      | 1    | 3     |
| 13.     | Miho Takagi                     | Japonia                      | łyżwiarstwo szybkie                | 1     | 1      | 1    | 3     |
| 16.     | Jamie Anderson                  | USA                          | snowboarding                       | 1     | 1      | –    | 2     |
| 16.     | Darja Domraczewa                | Białoruś                     | biathlon                           | 1     | 1      | –    | 2     |
| 16.     | Nao Kodaira                     | Japonia                      | łyżwiarstwo szybkie                | 1     | 1      | –    | 2     |
| 16.     | Hanna Öberg                     | Szwecja                      | biathlon                           | 1     | 1      | –    | 2     |
| 16.     | Mikaela Shiffrin                | USA                          | narciarstwo alpejskie              | 1     | 1      | –    | 2     |
| 16.     | Alina Zagitowa                  | Olimpijscy sportowcy z Rosji | łyżwiarstwo figurowe               | 1     | 1      | –    | 2     |
| 22.     | Meagan Duhamel                  | Kanada                       | łyżwiarstwo figurowe               | 1     | –      | 1    | 2     |
| 22.     | Marie Dorin Habert              | Francja                      | biathlon                           | 1     | –      | 1    | 2     |
| 22.     | Jorien ter Mors                 | Holandia                     | łyżwiarstwo szybkie short track    | 1     | –      | 1    | 2     |
| 22.     | Kaetlyn Osmond                  | Kanada                       | łyżwiarstwo figurowe               | 1     | –      | 1    | 2     |
| 22.     | Suzanne Schulting               | Holandia                     | short track                        | 1     | –      | 1    | 2     |
| 27.     | Carlijn Achtereekte             | Holandia                     | łyżwiarstwo szybkie                | 1     | –      | –    | 1     |
| 27.     | Dzinara Alimbiekawa             | Białoruś                     | biathlon                           | 1     | –      | –    | 1     |
| 27.     | Cayla Barnes                    | USA                          | hokej na lodzie                    | 1     | –      | –    | 1     |
| 27.     | Kacey Bellamy                   | USA                          | hokej na lodzie                    | 1     | –      | –    | 1     |
| 27.     | Anaïs Bescond                   | Francja                      | biathlon                           | 1     | –      | –    | 1     |
| 27.     | Hannah Brandt                   | USA                          | hokej na lodzie                    | 1     | –      | –    | 1     |
| 27.     | Lisa Buckwitz                   | Niemcy                       | bobsleje                           | 1     | –      | –    | 1     |
| 27.     | Dani Cameranesi                 | USA                          | hokej na lodzie                    | 1     | –      | –    | 1     |
| 27.     | Kendall Coyne                   | USA                          | hokej na lodzie                    | 1     | –      | –    | 1     |
| 27.     | Gabrielle Daleman               | Kanada                       | łyżwiarstwo figurowe               | 1     | –      | –    | 1     |
| 27.     | Brianna Decker                  | USA                          | hokej na lodzie                    | 1     | –      | –    | 1     |
| 27.     | Jessica Diggins                 | USA                          | biegi narciarskie                  | 1     | –      | –    | 1     |
| 27.     | Meghan Duggan                   | USA                          | hokej na lodzie                    | 1     | –      | –    | 1     |
| 27.     | Denise Feierabend               | Szwajcaria                   | narciarstwo alpejskie              | 1     | –      | –    | 1     |
| 27.     | Kali Flanagan                   | USA                          | hokej na lodzie                    | 1     | –      | –    | 1     |
| 27.     | Anna Gasser                     | Austria                      | snowboarding                       | 1     | –      | –    | 1     |
| 27.     | Michelle Gisin                  | Szwajcaria                   | narciarstwo alpejskie              | 1     | –      | –    | 1     |
| 27.     | Sofia Goggia                    | Włochy                       | narciarstwo alpejskie              | 1     | –      | –    | 1     |
| 27.     | Frida Hansdotter                | Szwecja                      | narciarstwo alpejskie              | 1     | –      | –    | 1     |
| 27.     | Anna Hasselborg                 | Szwecja                      | curling                            | 1     | –      | –    | 1     |
| 27.     | Nicole Hensley                  | USA                          | hokej na lodzie                    | 1     | –      | –    | 1     |
| 27.     | Sarah Höfflin                   | Szwajcaria                   | narciarstwo dowolne                | 1     | –      | –    | 1     |
| 27.     | Hanna Huśkowa                   | Białoruś                     | narciarstwo dowolne                | 1     | –      | –    | 1     |
| 27.     | Astrid Jacobsen                 | Norwegia                     | biegi narciarskie                  | 1     | –      | –    | 1     |
| 27.     | Mariama Jamanka                 | Niemcy                       | bobsleje                           | 1     | –      | –    | 1     |
| 27.     | Megan Keller                    | USA                          | hokej na lodzie                    | 1     | –      | –    | 1     |
| 27.     | Amanda Kessel                   | USA                          | hokej na lodzie                    | 1     | –      | –    | 1     |
| 27.     | Ayaka Kikuchi                   | Japonia                      | łyżwiarstwo szybkie                | 1     | –      | –    | 1     |
| 27.     | Chloe Kim                       | USA                          | snowboarding                       | 1     | –      | –    | 1     |
| 27.     | Kim A-lang                      | Korea Południowa             | short track                        | 1     | –      | –    | 1     |
| 27.     | Kim Ye-jin                      | Korea Południowa             | short track                        | 1     | –      | –    | 1     |
| 27.     | Hilary Knight                   | USA                          | hokej na lodzie                    | 1     | –      | –    | 1     |
| 27.     | Agnes Knochenhauer              | Szwecja                      | curling                            | 1     | –      | –    | 1     |
| 27.     | Iryna Kryuko                    | Białoruś                     | biathlon                           | 1     | –      | –    | 1     |
| 27.     | Perrine Laffont                 | Francja                      | narciarstwo dowolne                | 1     | –      | –    | 1     |
| 27.     | Jocelyne Lamoureux-Davidson     | USA                          | hokej na lodzie                    | 1     | –      | –    | 1     |
| 27.     | Monique Lamoureux-Morando       | USA                          | hokej na lodzie                    | 1     | –      | –    | 1     |
| 27.     | Kaitlyn Lawes                   | Kanada                       | curling                            | 1     | –      | –    | 1     |
| 27.     | Lee Yu-bin                      | Korea Południowa             | short track                        | 1     | –      | –    | 1     |
| 27.     | Maren Lundby                    | Norwegia                     | skoki narciarskie                  | 1     | –      | –    | 1     |
| 27.     | Sofia Mabergs                   | Szwecja                      | curling                            | 1     | –      | –    | 1     |
| 27.     | Gigi Marvin                     | USA                          | hokej na lodzie                    | 1     | –      | –    | 1     |
| 27.     | Sara McManus                    | Szwecja                      | curling                            | 1     | –      | –    | 1     |
| 27.     | Michela Moioli                  | Włochy                       | snowboarding                       | 1     | –      | –    | 1     |
| 27.     | Sidney Morin                    | USA                          | hokej na lodzie                    | 1     | –      | –    | 1     |
| 27.     | Ingvild Flugstad Østberg        | Norwegia                     | biegi narciarskie                  | 1     | –      | –    | 1     |
| 27.     | Kelly Pannek                    | USA                          | hokej na lodzie                    | 1     | –      | –    | 1     |
| 27.     | Amanda Pelkey                   | USA                          | hokej na lodzie                    | 1     | –      | –    | 1     |
| 27.     | Emily Pfalzer                   | USA                          | hokej na lodzie                    | 1     | –      | –    | 1     |
| 27.     | Kikkan Randall                  | USA                          | biegi narciarskie                  | 1     | –      | –    | 1     |
| 27.     | Alex Rigsby                     | USA                          | hokej na lodzie                    | 1     | –      | –    | 1     |
| 27.     | Maddie Rooney                   | USA                          | hokej na lodzie                    | 1     | –      | –    | 1     |
| 27.     | Ayano Satō                      | Japonia                      | łyżwiarstwo szybkie                | 1     | –      | –    | 1     |
| 27.     | Alona Sawczenko                 | Niemcy                       | łyżwiarstwo figurowe               | 1     | –      | –    | 1     |
| 27.     | Kelsey Serwa                    | Kanada                       | narciarstwo dowolne                | 1     | –      | –    | 1     |
| 27.     | Cassie Sharpe                   | Kanada                       | narciarstwo dowolne                | 1     | –      | –    | 1     |
| 27.     | Shim Suk-hee                    | Korea Południowa             | short track                        | 1     | –      | –    | 1     |
| 27.     | Nadieżda Skardino               | Białoruś                     | biathlon                           | 1     | –      | –    | 1     |
| 27.     | Haley Skarupa                   | USA                          | hokej na lodzie                    | 1     | –      | –    | 1     |
| 27.     | Lee Stecklein                   | USA                          | hokej na lodzie                    | 1     | –      | –    | 1     |
| 27.     | Esmee Visser                    | Holandia                     | łyżwiarstwo szybkie                | 1     | –      | –    | 1     |
| 27.     | Jennie Wåhlin                   | Szwecja                      | curling                            | 1     | –      | –    | 1     |
| 27.     | Elizabeth Yarnold               | Wielka Brytania              | skeleton                           | 1     | –      | –    | 1     |
| 90.     | Jewgienija Miedwiediewa         | Olimpijscy sportowcy z Rosji | łyżwiarstwo figurowe               | –     | 2      | –    | 2     |
| 90.     | Ragnhild Mowinckel              | Norwegia                     | narciarstwo alpejskie              | –     | 2      | –    | 2     |
| 90.     | Marte Olsbu                     | Norwegia                     | biathlon                           | –     | 2      | –    | 2     |
| 93.     | Kim Boutin                      | Kanada                       | short track                        | –     | 1      | 2    | 3     |
| 93.     | Krista Pärmäkoski               | Finlandia                    | biegi narciarskie                  | –     | 1      | 2    | 3     |
| 95.     | Tiril Eckhoff                   | Norwegia                     | biathlon                           | –     | 1      | 1    | 2     |
| 95.     | Maiken Caspersen Falla          | Norwegia                     | biegi narciarskie                  | –     | 1      | 1    | 2     |
| 95.     | Katharina Gallhuber             | Austria                      | narciarstwo alpejskie              | –     | 1      | 1    | 2     |
| 95.     | Alex Gough                      | Kanada                       | saneczkarstwo                      | –     | 1      | 1    | 2     |
| 95.     | Antoinette de Jong              | Holandia                     | łyżwiarstwo szybkie                | –     | 1      | 1    | 2     |
| 95.     | Yara van Kerkhof                | Holandia                     | short track                        | –     | 1      | 1    | 2     |
| 95.     | Marrit Leenstra                 | Holandia                     | łyżwiarstwo szybkie                | –     | 1      | 1    | 2     |
| 102.    | Meghan Agosta                   | Kanada                       | hokej na lodzie                    | –     | 1      | –    | 1     |
| 102.    | Katharina Althaus               | Niemcy                       | skoki narciarskie                  | –     | 1      | –    | 1     |
| 102.    | Ebba Andersson                  | Szwecja                      | biegi narciarskie                  | –     | 1      | –    | 1     |
| 102.    | Lotte van Beek                  | Holandia                     | łyżwiarstwo szybkie                | –     | 1      | –    | 1     |
| 102.    | Laurie Blouin                   | Kanada                       | snowboarding                       | –     | 1      | –    | 1     |
| 102.    | Jekatierina Bobrowa             | Olimpijscy sportowcy z Rosji | łyżwiarstwo figurowe               | –     | 1      | –    | 1     |
| 102.    | Bailey Bram                     | Kanada                       | hokej na lodzie                    | –     | 1      | –    | 1     |
| 102.    | Mona Brorsson                   | Szwecja                      | biathlon                           | –     | 1      | –    | 1     |
| 102.    | Emily Clark                     | Kanada                       | hokej na lodzie                    | –     | 1      | –    | 1     |
| 102.    | Mélodie Daoust                  | Kanada                       | hokej na lodzie                    | –     | 1      | –    | 1     |
| 102.    | Ann-Renée Desbiens              | Kanada                       | hokej na lodzie                    | –     | 1      | –    | 1     |
| 102.    | Justine Dufour-Lapointe         | Kanada                       | narciarstwo dowolne                | –     | 1      | –    | 1     |
| 102.    | Dajana Eitberger                | Niemcy                       | saneczkarstwo                      | –     | 1      | –    | 1     |
| 102.    | Renata Fast                     | Kanada                       | hokej na lodzie                    | –     | 1      | –    | 1     |
| 102.    | Laura Fortino                   | Kanada                       | hokej na lodzie                    | –     | 1      | –    | 1     |
| 102.    | Lauren Gibbs                    | USA                          | bobsleje                           | –     | 1      | –    | 1     |
| 102.    | Mathilde Gremaud                | Szwajcaria                   | narciarstwo dowolne                | –     | 1      | –    | 1     |
| 102.    | Anna Haag                       | Szwecja                      | biegi narciarskie                  | –     | 1      | –    | 1     |
| 102.    | Haley Irwin                     | Kanada                       | hokej na lodzie                    | –     | 1      | –    | 1     |
| 102.    | Brianne Jenner                  | Kanada                       | hokej na lodzie                    | –     | 1      | –    | 1     |
| 102.    | Rebecca Johnston                | Kanada                       | hokej na lodzie                    | –     | 1      | –    | 1     |
| 102.    | Selina Jörg                     | Niemcy                       | snowboarding                       | –     | 1      | –    | 1     |
| 102.    | Kim Bo-reum                     | Korea Południowa             | łyżwiarstwo szybkie                | –     | 1      | –    | 1     |
| 102.    | Kim Cho-hi                      | Korea Południowa             | curling                            | –     | 1      | –    | 1     |
| 102.    | Kim Eun-jung                    | Korea Południowa             | curling                            | –     | 1      | –    | 1     |
| 102.    | Kim Kyeong-ae                   | Korea Południowa             | curling                            | –     | 1      | –    | 1     |
| 102.    | Kim Seon-yeong                  | Korea Południowa             | curling                            | –     | 1      | –    | 1     |
| 102.    | Kim Yeong-mi                    | Korea Południowa             | curling                            | –     | 1      | –    | 1     |
| 102.    | Geneviève Lacasse               | Kanada                       | hokej na lodzie                    | –     | 1      | –    | 1     |
| 102.    | Brigette Lacquette              | Kanada                       | hokej na lodzie                    | –     | 1      | –    | 1     |
| 102.    | Jocelyne Larocque               | Kanada                       | hokej na lodzie                    | –     | 1      | –    | 1     |
| 102.    | Lee Sang-hwa                    | Korea Południowa             | łyżwiarstwo szybkie                | –     | 1      | –    | 1     |
| 102.    | Li Jinju                        | ChRL                         | short track                        | –     | 1      | –    | 1     |
| 102.    | Katharina Liensberger           | Austria                      | narciarstwo alpejskie              | –     | 1      | –    | 1     |
| 102.    | Liu Jiayu                       | ChRL                         | snowboarding                       | –     | 1      | –    | 1     |
| 102.    | Jacqueline Lölling              | Niemcy                       | skeleton                           | –     | 1      | –    | 1     |
| 102.    | Cecilia Maffei                  | Włochy                       | short track                        | –     | 1      | –    | 1     |
| 102.    | Anna Magnusson                  | Szwecja                      | biathlon                           | –     | 1      | –    | 1     |
| 102.    | Marie Martinod                  | Francja                      | narciarstwo dowolne                | –     | 1      | –    | 1     |
| 102.    | Elana Meyers                    | USA                          | bobsleje                           | –     | 1      | –    | 1     |
| 102.    | Meaghan Mikkelson               | Kanada                       | hokej na lodzie                    | –     | 1      | –    | 1     |
| 102.    | Sarah Nurse                     | Kanada                       | hokej na lodzie                    | –     | 1      | –    | 1     |
| 102.    | Gabriella Papadakis             | Francja                      | łyżwiarstwo figurowe               | –     | 1      | –    | 1     |
| 102.    | Lucia Peretti                   | Włochy                       | short track                        | –     | 1      | –    | 1     |
| 102.    | Jenny Perret                    | Szwajcaria                   | curling                            | –     | 1      | –    | 1     |
| 102.    | Linn Persson                    | Szwecja                      | biathlon                           | –     | 1      | –    | 1     |
| 102.    | Brittany Phelan                 | Kanada                       | narciarstwo dowolne                | –     | 1      | –    | 1     |
| 102.    | Marie-Philip Poulin             | Kanada                       | hokej na lodzie                    | –     | 1      | –    | 1     |
| 102.    | Lauriane Rougeau                | Kanada                       | hokej na lodzie                    | –     | 1      | –    | 1     |
| 102.    | Martina Sáblíková               | Czechy                       | łyżwiarstwo szybkie                | –     | 1      | –    | 1     |
| 102.    | Jillian Saulnier                | Kanada                       | hokej na lodzie                    | –     | 1      | –    | 1     |
| 102.    | Julia Pereira de Sousa-Mabileau | Francja                      | snowboarding                       | –     | 1      | –    | 1     |
| 102.    | Natalie Spooner                 | Kanada                       | hokej na lodzie                    | –     | 1      | –    | 1     |
| 102.    | Laura Stacey                    | Kanada                       | hokej na lodzie                    | –     | 1      | –    | 1     |
| 102.    | Sui Wenjing                     | ChRL                         | łyżwiarstwo figurowe               | –     | 1      | –    | 1     |
| 102.    | Shannon Szabados                | Kanada                       | hokej na lodzie                    | –     | 1      | –    | 1     |
| 102.    | Jewgienija Tarasowa             | Olimpijscy sportowcy z Rosji | łyżwiarstwo figurowe               | –     | 1      | –    | 1     |
| 102.    | Blayre Turnbull                 | Kanada                       | hokej na lodzie                    | –     | 1      | –    | 1     |
| 102.    | Martina Valcepina               | Włochy                       | short track                        | –     | 1      | –    | 1     |
| 102.    | Anna Veith                      | Austria                      | narciarstwo alpejskie              | –     | 1      | –    | 1     |
| 102.    | Jennifer Wakefield              | Kanada                       | hokej na lodzie                    | –     | 1      | –    | 1     |
| 102.    | Natalja Zabijako                | Olimpijscy sportowcy z Rosji | łyżwiarstwo figurowe               | –     | 1      | –    | 1     |
| 102.    | Zhang Xin                       | ChRL                         | narciarstwo dowolne                | –     | 1      | –    | 1     |
| 165.    | Anaïs Bescond                   | Francja                      | biathlon                           | –     | –      | 2    | 2     |
| 165.    | Julija Biełorukowa              | Olimpijscy sportowcy z Rosji | biegi narciarskie                  | –     | –      | 2    | 2     |
| 167.    | Isabel Atkin                    | Wielka Brytania              | narciarstwo dowolne                | –     | –      | 1    | 1     |
| 167.    | Heather Bergsma                 | USA                          | łyżwiarstwo szybkie                | –     | –      | 1    | 1     |
| 167.    | Brittany Bowe                   | USA                          | łyżwiarstwo szybkie                | –     | –      | 1    | 1     |
| 167.    | Justine Braisaz                 | Francja                      | biathlon                           | –     | –      | 1    | 1     |
| 167.    | Federica Brignone               | Włochy                       | narciarstwo alpejskie              | –     | –      | 1    | 1     |
| 167.    | Anaïs Chevalier                 | Francja                      | biathlon                           | –     | –      | 1    | 1     |
| 167.    | Laura Deas                      | Wielka Brytania              | skeleton                           | –     | –      | 1    | 1     |
| 167.    | Madeleine Egle                  | Austria                      | saneczkarstwo                      | –     | –      | 1    | 1     |
| 167.    | Karolína Erbanová               | Czechy                       | łyżwiarstwo szybkie                | –     | –      | 1    | 1     |
| 167.    | Satsuki Fujisawa                | Japonia                      | curling                            | –     | –      | 1    | 1     |
| 167.    | Julija Gałyszewa                | Kazachstan                   | narciarstwo dowolne                | –     | –      | 1    | 1     |
| 167.    | Phylicia George                 | Kanada                       | bobsleje                           | –     | –      | 1    | 1     |
| 167.    | Arielle Gold                    | USA                          | snowboarding                       | –     | –      | 1    | 1     |
| 167.    | Sanni Hakala                    | Finlandia                    | hokej na lodzie                    | –     | –      | 1    | 1     |
| 167.    | Jenni Hiirikoski                | Finlandia                    | hokej na lodzie                    | –     | –      | 1    | 1     |
| 167.    | Ramona Theresia Hofmeister      | Niemcy                       | snowboarding                       | –     | –      | 1    | 1     |
| 167.    | Venla Hovi                      | Finlandia                    | hokej na lodzie                    | –     | –      | 1    | 1     |
| 167.    | Kaillie Humphries               | Kanada                       | bobsleje                           | –     | –      | 1    | 1     |
| 167.    | Mira Jalosuo                    | Finlandia                    | hokej na lodzie                    | –     | –      | 1    | 1     |
| 167.    | Michelle Karvinen               | Finlandia                    | hokej na lodzie                    | –     | –      | 1    | 1     |
| 167.    | Kong Fanyu                      | ChRL                         | narciarstwo dowolne                | –     | –      | 1    | 1     |
| 167.    | Rosa Lindstedt                  | Finlandia                    | hokej na lodzie                    | –     | –      | 1    | 1     |
| 167.    | Nina Løseth                     | Norwegia                     | narciarstwo alpejskie              | –     | –      | 1    | 1     |
| 167.    | Kristin Lysdahl                 | Norwegia                     | narciarstwo alpejskie              | –     | –      | 1    | 1     |
| 167.    | Mia Manganello                  | USA                          | łyżwiarstwo szybkie                | –     | –      | 1    | 1     |
| 167.    | Mari Motohashi                  | Japonia                      | curling                            | –     | –      | 1    | 1     |
| 167.    | Mirai Nagasu                    | USA                          | łyżwiarstwo figurowe               | –     | –      | 1    | 1     |
| 167.    | Anna Nieczajewska               | Olimpijscy sportowcy z Rosji | biegi narciarskie                  | –     | –      | 1    | 1     |
| 167.    | Petra Nieminen                  | Finlandia                    | hokej na lodzie                    | –     | –      | 1    | 1     |
| 167.    | Natalja Niepriajewa             | Olimpijscy sportowcy z Rosji | biegi narciarskie                  | –     | –      | 1    | 1     |
| 167.    | Tanja Niskanen                  | Finlandia                    | hokej na lodzie                    | –     | –      | 1    | 1     |
| 167.    | Emma Nuutinen                   | Finlandia                    | hokej na lodzie                    | –     | –      | 1    | 1     |
| 167.    | Isa Rahunen                     | Finlandia                    | hokej na lodzie                    | –     | –      | 1    | 1     |
| 167.    | Meeri Räisänen                  | Finlandia                    | hokej na lodzie                    | –     | –      | 1    | 1     |
| 167.    | Annina Rajahuhta                | Finlandia                    | hokej na lodzie                    | –     | –      | 1    | 1     |
| 167.    | Noora Räty                      | Finlandia                    | hokej na lodzie                    | –     | –      | 1    | 1     |
| 167.    | Lara van Ruijven                | Holandia                     | short track                        | –     | –      | 1    | 1     |
| 167.    | Enni Rukajärvi                  | Finlandia                    | snowboarding                       | –     | –      | 1    | 1     |
| 167.    | Saila Saari                     | Finlandia                    | hokej na lodzie                    | –     | –      | 1    | 1     |
| 167.    | Zoi Sadowski-Synnott            | Nowa Zelandia                | snowboarding                       | –     | –      | 1    | 1     |
| 167.    | Sara Säkkinen                   | Finlandia                    | hokej na lodzie                    | –     | –      | 1    | 1     |
| 167.    | Eva Samková                     | Czechy                       | snowboarding                       | –     | –      | 1    | 1     |
| 167.    | Ronja Savolainen                | Finlandia                    | hokej na lodzie                    | –     | –      | 1    | 1     |
| 167.    | Irene Schouten                  | Holandia                     | łyżwiarstwo szybkie                | –     | –      | 1    | 1     |
| 167.    | Carlijn Schoutens               | USA                          | łyżwiarstwo szybkie                | –     | –      | 1    | 1     |
| 167.    | Alexa Scimeca Knierim           | USA                          | łyżwiarstwo figurowe               | –     | –      | 1    | 1     |
| 167.    | Maia Shibutani                  | USA                          | łyżwiarstwo figurowe               | –     | –      | 1    | 1     |
| 167.    | Anastasija Siedowa              | Olimpijscy sportowcy z Rosji | biegi narciarskie                  | –     | –      | 1    | 1     |
| 167.    | Brita Sigourney                 | USA                          | narciarstwo dowolne                | –     | –      | 1    | 1     |
| 167.    | Kristin Skaslien                | Norwegia                     | curling                            | –     | –      | 1    | 1     |
| 167.    | Fanny Smith                     | Szwajcaria                   | narciarstwo dowolne                | –     | –      | 1    | 1     |
| 167.    | Eveliina Suonpää                | Finlandia                    | hokej na lodzie                    | –     | –      | 1    | 1     |
| 167.    | Yumi Suzuki                     | Japonia                      | curling                            | –     | –      | 1    | 1     |
| 167.    | Sara Takanashi                  | Japonia                      | skoki narciarskie                  | –     | –      | 1    | 1     |
| 167.    | Susanna Tapani                  | Finlandia                    | hokej na lodzie                    | –     | –      | 1    | 1     |
| 167.    | Bradie Tennell                  | USA                          | łyżwiarstwo figurowe               | –     | –      | 1    | 1     |
| 167.    | Noora Tulus                     | Finlandia                    | hokej na lodzie                    | –     | –      | 1    | 1     |
| 167.    | Minnamari Tuominen              | Finlandia                    | hokej na lodzie                    | –     | –      | 1    | 1     |
| 167.    | Riikka Välilä                   | Finlandia                    | hokej na lodzie                    | –     | –      | 1    | 1     |
| 167.    | Linda Välimäki                  | Finlandia                    | hokej na lodzie                    | –     | –      | 1    | 1     |
| 167.    | Ella Viitasuo                   | Finlandia                    | hokej na lodzie                    | –     | –      | 1    | 1     |
| 167.    | Veronika Vítková                | Czechy                       | biathlon                           | –     | –      | 1    | 1     |
| 167.    | Lisa Vittozzi                   | Włochy                       | biathlon                           | –     | –      | 1    | 1     |
| 167.    | Lindsey Vonn                    | USA                          | narciarstwo alpejskie              | –     | –      | 1    | 1     |
| 167.    | Christina Weirather             | Liechtenstein                | narciarstwo alpejskie              | –     | –      | 1    | 1     |
| 167.    | Dorothea Wierer                 | Włochy                       | biathlon                           | –     | –      | 1    | 1     |
| 167.    | Natalja Woronina                | Olimpijscy sportowcy z Rosji | łyżwiarstwo szybkie                | –     | –      | 1    | 1     |
| 167.    | Chinami Yoshida                 | Japonia                      | curling                            | –     | –      | 1    | 1     |
| 167.    | Yurika Yoshida                  | Japonia                      | curling                            | –     | –      | 1    | 1     |

### Klasyfikacja państw
Poniżej przedstawiono dziesięć narodowych reprezentacji z największymi dorobkami medalowymi podczas igrzysk w Pjongczangu.
| Miejsce | Państwo          | Złoto | Srebro | Brąz | Razem |
| ------- | ---------------- | ----- | ------ | ---- | ----- |
| 1.      | Norwegia         | 14    | 14     | 11   | 39    |
| 2.      | Niemcy           | 14    | 10     | 7    | 31    |
| 3.      | Kanada           | 11    | 8      | 10   | 29    |
| 4.      | USA              | 9     | 8      | 6    | 23    |
| 5.      | Holandia         | 8     | 6      | 6    | 20    |
| 6.      | Szwecja          | 7     | 6      | 1    | 14    |
| 7.      | Korea Południowa | 5     | 8      | 4    | 17    |
| 8.      | Szwajcaria       | 5     | 6      | 4    | 15    |
| 9.      | Francja          | 5     | 4      | 6    | 15    |
| 10.     | Austria          | 5     | 3      | 6    | 14    |